# Las aventuras de Tintín
«Las aventuras de Tintín» (cuyo nombre original en francés es Les Aventures de Tintin et Milou) es una de las más influyentes series europeas de historietas del siglo XX.
Creada por el autor belga Georges Remi (Hergé), y característica del estilo gráfico y narrativo conocido como "línea clara", está constituida por un total de 24 álbumes, el primero de los cuales se publicó en 1930 y el penúltimo en 1976, el último titulado Tintín y el Arte-Alfa, no llegó a terminarse, aunque se publicaron posteriormente los bocetos realizados por el autor.
Los siete primeros episodios de las aventuras de Tintín se publicaron por entregas en Le Petit Vingtième, suplemento del diario belga de orientación católica Le Vingtième Siècle, entre 1929 y 1939. La publicación de la octava, Tintín en el país del oro negro, quedó interrumpida en 1940 al producirse la invasión alemana de Bélgica, aunque el autor la reanudaría años después. Posteriormente, las aventuras de Tintín aparecieron en otras publicaciones: el diario Le Soir, durante la ocupación alemana de Bélgica, entre 1940 y 1944; y el semanario Tintín, desde 1946 hasta 1976. Todas las aventuras del personaje fueron después recogidas en álbumes independientes y traducidas a numerosos idiomas. A partir de La estrella misteriosa (1942), los álbumes fueron editados siempre en color, y se emprendió la tarea de colorear y reeditar también los álbumes anteriores de la serie (a excepción de Tintín en el país de los soviets). Las reediciones afectaron en ocasiones al contenido de los álbumes.
En la serie, junto a Tintín –un intrépido reportero de aspecto juvenil y edad nunca aclarada que viaja por todo el mundo junto con su perro Milú–, hay una serie de personajes secundarios que han alcanzado gran celebridad: entre ellos, el capitán Haddock, el profesor Tornasol, los detectives Hernández y Fernández y la cantante Bianca Castafiore. Las aventuras de estos personajes están cuidadosamente ambientadas en escenarios reales de los cinco continentes, y en lugares imaginarios creados por Hergé, tales como Syldavia o San Theodoros. Sobre todo a partir del quinto álbum de la serie (El Loto Azul), su autor se documentó minuciosamente sobre los lugares visitados por sus personajes.
La serie conoció desde sus inicios un éxito sin precedentes. Se calcula que se han vendido desde sus inicios más de 200 millones de álbumes en más de 60 idiomas, sin contar las ediciones piratas. Las aventuras del personaje de Hergé son además objeto de culto y de coleccionismo en todo el mundo. Es famosa la frase de Charles de Gaulle, según la cual su único rival en el plano internacional era Tintín. La fama de Tintín no ha estado, sin embargo, libre de polémicas, ya que algunos de los primeros álbumes de la serie han recibido críticas por mostrar una ideología anticomunista, colonialista y racista.
El 1 de enero de 2025 las primeras versiones de la historieta, creadas en 1929, pasaron a ser de dominio público.

## Historia

### Antecedentes

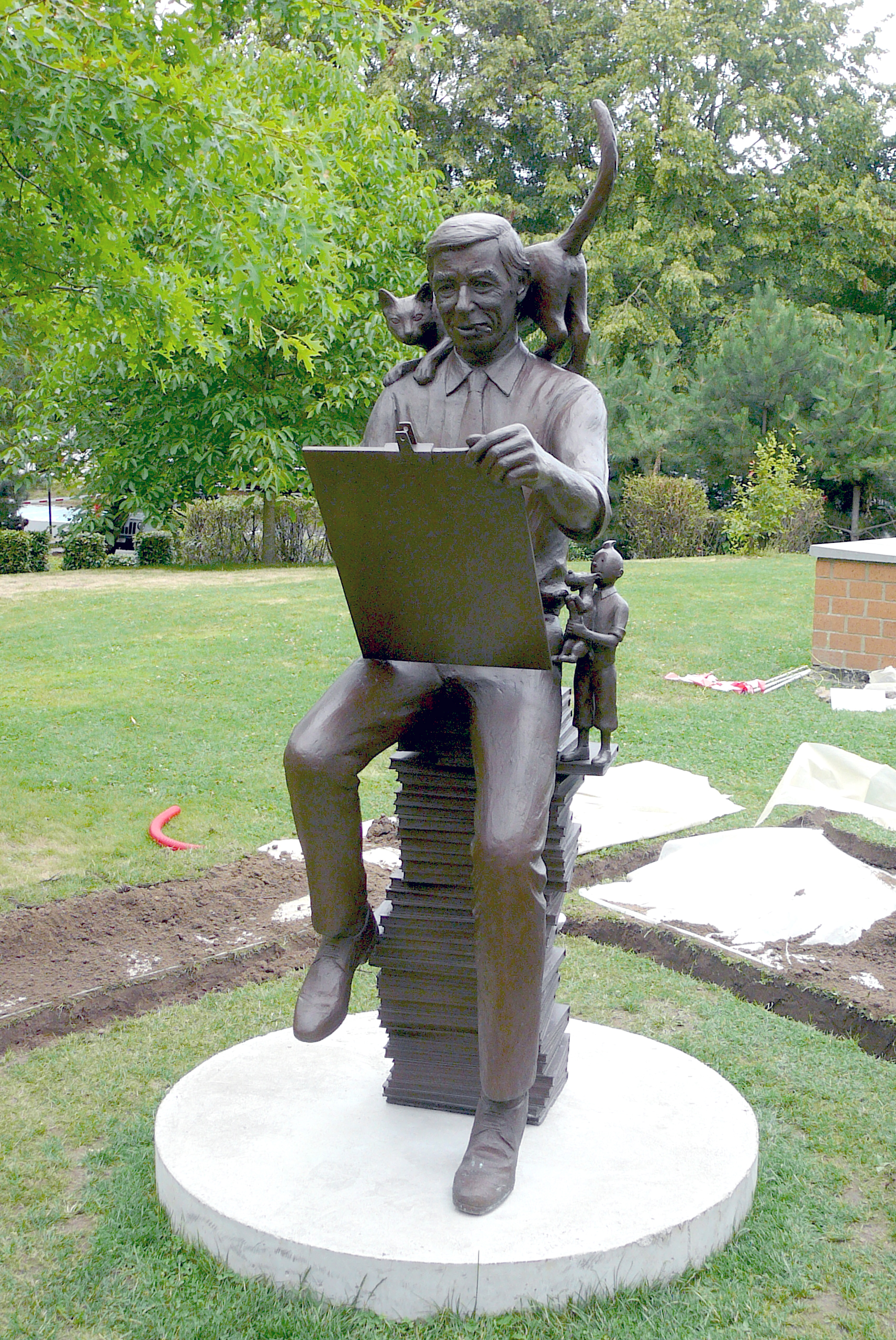
Estatua del dibujante Hergé con su gato y sus personajes Tintín y Milú en el Museo Hergé.

En 1928, el abate Norbert Wallez, director del diario belga Le Vingtième Siècle, tomó la decisión de crear un suplemento semanal dirigido al público infantil y juvenil. Confió la dirección de este suplemento a uno de los empleados del periódico, Georges Remi, que en 1924 había empezado a utilizar el seudónimo por el que sería mundialmente conocido, Hergé.
El primer número de este suplemento, que llevaría el nombre de Le Petit Vingtième, apareció el 1 de noviembre de 1928. En sus páginas Hergé dibujaba una serie cómica, La extraordinaria aventura de Flup, Nénesse, Poussette y Cochonnet, con guiones de uno de los redactores deportivos de Le Vingtième Siècle. La historieta, poco original, narraba las aventuras de dos niños de doce años, de la hermana de uno de ellos, de seis, y de su mascota, Cochonnet, un cerdito de caucho. Convencido de que el suplemento necesitaba una serie más innovadora y que lograse conectar con el público juvenil, Hergé tuvo la idea de crear un reportero, Tintín, cuya primera aventura sería un viaje a la Unión Soviética. El 4 de enero de 1929 el periódico publicó el anuncio de la inminente publicación de las aventuras de Tintín, presentado como un ficticio reportero para Le Petit Vingtième. Seis días después, el 10 de enero, el personaje iniciaba su andadura en las páginas del suplemento.[cita requerida]
Se han buscado varios modelos para Tintín, la mayoría de papel y tinta, aunque también hay alguno de carne y hueso. El principal es, sin duda, el boy scout Totor, personaje anterior de Hergé que aparecía en la revista Le Boy-Scout Belge desde julio de 1926. Totor es el protagonista de la que puede considerarse la primera serie de historieta de Hergé, que llevaba el título de Totor, jefe de patrulla de los abejorros (Totor, CP des Hannetons). La figura esquemática de Totor es una prefiguración de Tintín, aunque falta el característico mechón. Su actitud ante la vida, característica del movimiento scout, es también muy próxima a la del principal personaje de Hergé.[cita requerida]
Se ha señalado también la coincidencia de nombre y el parecido de Tintín con un personaje creado en 1898 por Benjamin Rabier y Fred Isly, Tintin-Lutin, un niño de ocho años que tiene un mechón muy semejante al de la criatura de Hergé. Según su propio testimonio, sin embargo, Hergé no conoció la existencia de este personaje hasta 1970 (Assouline, 1997, p. 40)
Hergé declaró, por su parte, haberse basado en el físico de su hermano, el militar Paul Remi (Sadoul, 1986, p. 71). La profesión de reportero del personaje puede atribuirse también a su admiración por conocidos periodistas de la época, como el francés Albert Londres.
El dirigente fascista Léon Degrelle, en solitario y contra toda evidencia, se jactó en varias ocasiones, especialmente en su libro Tintin mon copain (1992), de haber sido el modelo vivo en que Hergé se inspiró para crear a su célebre reportero. Según él, el viaje de Tintín al país de los soviets estaría basado en su viaje a México para cubrir como reportero la guerra cristera. Esto es imposible, ya que Degrelle viajó a México meses después de que las aventuras de Tintín empezaran a publicarse en Le Petit Vingtiéme. Pierre Assouline, el principal biógrafo de Hergé, descarta rotundamente esta posibilidad. Sí es cierto, en cambio, que, gracias a Degrelle, Hergé pudo conocer varias series de cómic estadounidenses que tuvieron gran influencia en el posterior desarrollo de su obra, tales como Bringing Up Father, de George McManus, o The Katzenjammer Kids, de Rudolph Dirks.[cita requerida]

### Primeras aventuras (1929-1934)
Muy probablemente, el destino de la primera aventura de Tintín fue decidido por el abate Wallez, fervoroso anticomunista: no se trataba solo de entretener a la juventud, sino de mostrar los peligros que entrañaba el comunismo. Basado en un libro bastante popular en la época que denunciaba estos peligros, Moscou sans voiles ("Moscú sin velos", 1928), de Joseph Douillet (Assouline, 1997, p. 42), Tintín en el país de los soviets narra la incursión del reportero, ya acompañado por su fiel mascota, el fox terrier Milú, en la Rusia soviética, insistiendo continuamente en las perversidades del régimen comunista. El dibujo de Hergé es todavía bastante rudimentario (Farr, 2002, p. 15), y muestra claramente la influencia de historietistas estadounidenses como George McManus.
La historieta tuvo un gran éxito entre el público belga: cuando terminó de publicarse, en mayo de 1930, se escenificó en la estación del Norte de Bruselas el regreso de Tintín a Bélgica. El personaje, representado por un boy scout de quince años, fue recibido por una auténtica muchedumbre (Assouline, 1997, p. 45). Gracias a esta gran popularidad, a partir de ese año sus aventuras comenzaron a publicarse también en Francia, en un semanario católico, Coeurs Vaillants. Ese mismo año otros personajes de Hergé, Quique y Flupi, hicieron su aparición en las páginas de Le Petit Vingtième.
La segunda aventura de Tintín tuvo como escenario el Congo Belga, y es una abierta apología de las ventajas del colonialismo, con ciertos tintes racistas. Predomina un discurso paternalista acerca de la dominación colonial, vigente en la sociedad belga de la época. Algunos de los aspectos más controvertidos del álbum fueron eliminados en ediciones posteriores. A pesar de ello, el cómic continúa siendo objeto de polémica, como lo demuestra la controversia ocasionada por su reciente reedición en el Reino Unido, en 2007.
Al término de la aventura de Tintín en el Congo se descubre que un grupo de gánsteres de Chicago, dirigido por Al Capone, planea hacerse con el negocio de los diamantes en el Congo, anticipando ya la que sería la tercera de las aventuras del reportero, Tintín en América. En efecto, en la siguiente historia, que empezó a publicarse en septiembre de 1931 en las páginas de Le Petit Vingtième, el joven reportero y su inseparable fox-terrier visitan Estados Unidos, donde el protagonista no solo logra desbaratar los planes criminales de Capone, sino que tiene tiempo para hacer una visita a los pieles rojas, largamente idealizados por Hergé desde su época de boy scout. Por primera vez, el personaje de Tintín toma decididamente partido por los derechos de una minoría oprimida, denunciando enérgicamente el abuso de que son objeto los indios en los Estados Unidos.[cita requerida]

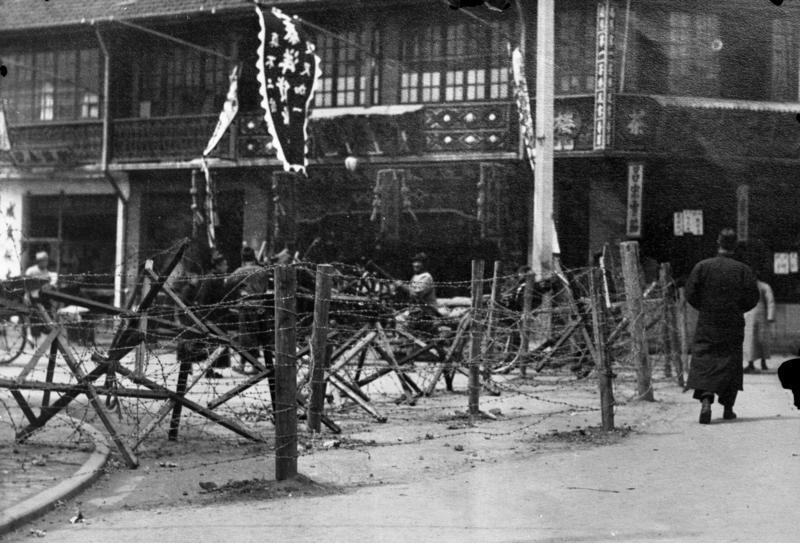
En El Loto Azul, Hergé comienza a documentar la ambientación. Tintin deberá cruzar varias veces los límites de la concesión internacional de Shanghái.

En el siguiente episodio de sus aventuras, Los cigarros del faraón, inicialmente titulado "Las aventuras de Tintín en Oriente", Tintín inicia un periplo que lo llevará a nuevos escenarios exóticos: Egipto; la India y, más tarde, en el siguiente álbum, China. En esta ocasión el reportero no viaja como enviado de su periódico, Le Petit Vigtième, sino por motivos de placer. En Los cigarros del faraón los policías Hernández y Fernández (Dupond et Dupont, en la versión original) hacen su primera aparición. Adquiere protagonismo la figura del malvado millonario Rastapopoulos, que ya había tenido una breve aparición en Tintín en América. Con respecto a anteriores aventuras, la trama se ha enriquecido considerablemente.[cita requerida]
La edición como álbum independiente de Los cigarros del faraón, en 1934, corrió a cargo de la editorial Casterman, que desde entonces sería la encargada de publicar las aventuras del personaje (los tres primeros volúmenes habían sido editados por Éditions du Petit Vingtième).[cita requerida]

### En vísperas de la Segunda Guerra Mundial (1934-1940)
El Loto Azul, publicado por entregas entre diciembre de 1932 y febrero de 1934, marca un punto de inflexión en la historia de la serie. La crítica coincide en que se trata de la primera obra maestra de Hergé, y algunos autores lo consideran el mejor de todos los álbumes de Tintín (Farr, 2002, p. 51). Gracias a la colaboración que le prestó un estudiante chino, Zhang Chongren, el álbum está minuciosamente documentado, y se lleva a cabo con el propósito explícito de desterrar los absurdos tópicos occidentales acerca de China. Además, El Loto Azul destaca por su denuncia del racismo y del colonialismo, y por su abierta crítica a la intervención japonesa en China, un asunto candente en el momento de su publicación.
La madurez creativa alcanzada por la serie después de El Loto Azul se muestra en todo su esplendor en los años siguientes, que coincidieron con las tensiones prebélicas en Europa. Durante esta etapa, Hergé realizó otros tres álbumes, hoy considerados clásicos: La oreja rota, La isla negra y El cetro de Ottokar. Un cuarto, Tintín en el país del oro negro, quedaría interrumpido al producirse en 1940 la invasión alemana de Bélgica, y solo se retomaría varios años después.[cita requerida]

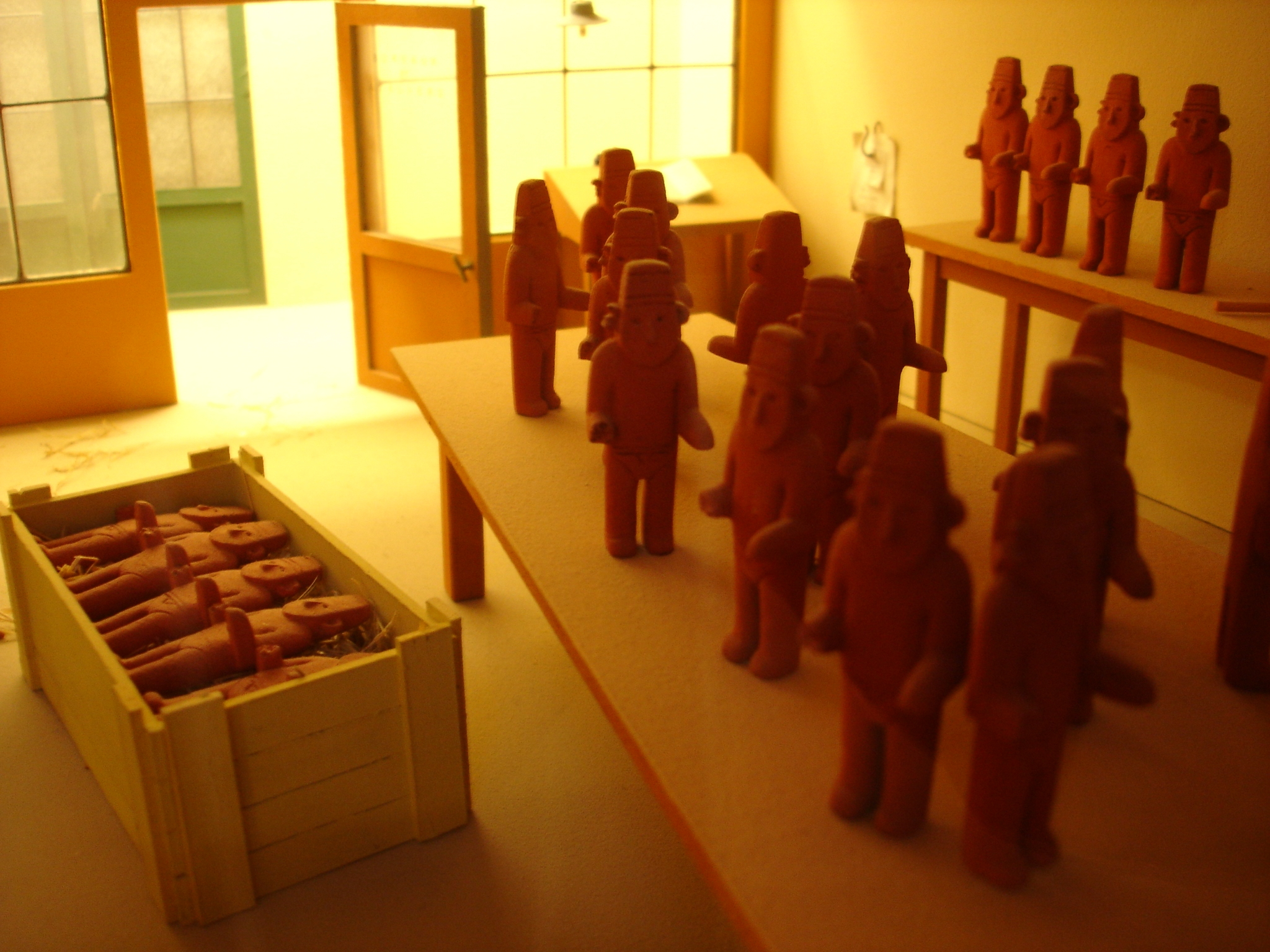
Reproducciones de la estatuilla cuyo robo desencadena la trama de La oreja rota.

La oreja rota se publicó en Le Petit Vingtième entre diciembre de 1935 y febrero de 1937. El álbum marca el inicio de la fascinación de Hergé por Iberoamérica, que luego habría de retomar como escenario en aventuras posteriores. El desencadenante de la trama es el robo en el Museo Etnográfico de un fetiche arumbaya (una etnia amerindia inventada por Hergé), en pos del cual Tintín se desplaza al imaginario país de San Theodoros. La ambientación está inspirada en un conflicto entonces de actualidad: la guerra del Chaco, que entre 1932 y 1935 enfrentó a Bolivia y Paraguay por el control del Chaco Boreal. Hergé disfrazó los nombres, convirtiendo a Bolivia en San Theodoros y a la sede del Gobierno, La Paz, en Las Dopicos; Paraguay aparece como Nuevo Rico, y Asunción, su capital, como Sanfación (Farr, 2002, p. 62). El álbum es el primero en que Hergé utiliza países imaginarios como escenario de la acción, y en él aparecen por primera vez destacados personajes de la serie, como el general Alcázar.
En La isla negra, que empezó a publicarse en abril de 1937, la acción se traslada a Escocia. En una época en que las tensiones prebélicas debidas al expansionismo de Hitler eran más que evidentes, Hergé firmó una historia de espionaje en la que el principal villano era un alemán, el doctor Müller. Aunque las primeras ediciones del álbum contenían numerosos errores de ambientación, se solucionarían años después cuando se hiciera la edición para el mercado británico, en 1965, en gran parte gracias a la colaboración de Bob De Moor. Es el único de los álbumes de Tintín del que existen tres ediciones: la primera, en blanco y negro, aparecida en 1938; una segunda en color, en 1943, durante la ocupación alemana; y la tercera y definitiva en 1965.[cita requerida]
El siguiente álbum fue El cetro de Ottokar. El argumento del libro, en que aparece una dictadura expansionista (Borduria) que quiere anexionarse mediante intrigas una pequeña monarquía limítrofe (Syldavia), tiene analogías evidentes con el Anschluss alemán de Austria (1937), y con la posterior incorporación de Checoslovaquia al Reich (1938). Estas analogías, además, quedan aún más de manifiesto cuando se lee el nombre del dictador bordurio: Müsstler, una evidente amalgama de los nombres de Benito Mussolini y Adolf Hitler. Sobre todo desde su reelaboración para la edición en color, en 1947, El cetro de Ottokar destaca por su cuidadosa ambientación, a la que no fue ajeno Edgar Pierre Jacobs (en agradecimiento, Hergé lo retrató como oficial sildavo en la página 59 de la edición en color del álbum) (Farr, 2002, p. 87) Hergé dotó a Syldavia, un país imaginario que volvería a ser escenario de otras aventuras de Tintín en el futuro, de todos los atributos de un verdadero estado: inventó su historia —que se resume en un folleto turístico que lee Tintín en las páginas 19 a 21 del álbum—, su folclore, el complicado aparato ceremonial de su corte, e incluso su idioma, el syldavo, que, aunque suena exótico, no es otra cosa que una mezcla de neerlandés y dialecto bruselense (Farr, 2002, p. 86). El cetro de Ottokar destaca también por la aparición del más destacado personaje femenino (de hecho, el único de verdadera relevancia) de Las aventuras de Tintín: la cantante de ópera Bianca Castafiore.

### La edad de oro (1940-1944)

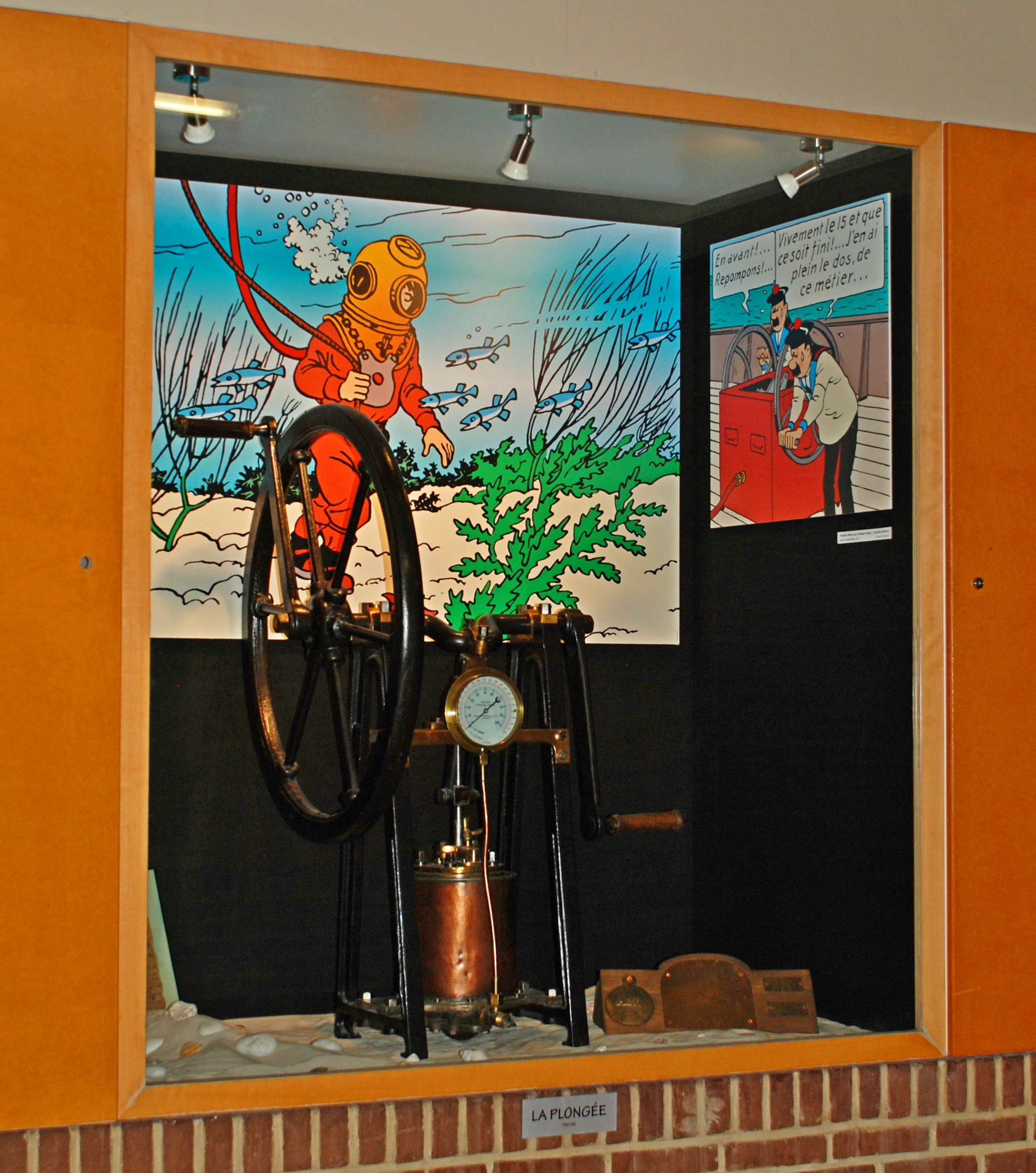
Tintín ilustrando el tema del buceo en los pasillos del centro deportivo Blocry de Lovaina-la-Nueva con escenas del álbum El tesoro de Rackham el Rojo.

Curiosamente, la etapa de plenitud de la serie coincide con la ocupación alemana de Bélgica, durante la Segunda Guerra Mundial. Es en esta época cuando aparecen varios de los personajes más importantes de la saga, incluyendo al capitán Haddock (en El cangrejo de las pinzas de oro) y al profesor Tornasol (en El tesoro de Rackham el Rojo). Es también la época en que los álbumes de Tintín comienzan a editarse en color (desde 1942). Sin embargo, autores como Fernando Castillo afirman que la edad de máxima plenitud es la última con álbumes como Las joyas de la Castafiore, calificado por el escritor como el mejor de todos.
Cerrado Le Vingtième Siècle por orden de los ocupantes, Hergé aceptó colaborar en el diario Le Soir, controlado por los alemanes. Fue ésta una de las decisiones más controvertidas en la vida de Hergé, que habría de acarrearle no pocos problemas en el futuro.[cita requerida]
La tirada de Le Soir, de unos 250.000 ejemplares (Assouline , 1997, p. 130), permitió una difusión todavía más amplia de las aventuras de Tintín. En un primer momento, la nueva aventura, El cangrejo de las pinzas de oro, apareció en el suplemento del diario, Le Soir Jeunesse, todos los jueves a partir del 17 de octubre de 1940. En septiembre del siguiente año, sin embargo, debido a las restricciones de papel, el suplemento dejó de publicarse, y la historieta pasó a aparecer en las ediciones diarias del periódico, en formato de tira de prensa de solo tres o cuatro viñetas. Esto supuso un aumento importante en el ritmo de trabajo de Hergé, que se veía obligado a realizar unas 24 viñetas semanales en lugar de las 12 a que estaba acostumbrado.
En una atmósfera apocalíptica, La estrella misteriosa, la siguiente aventura de Tintín, pone en escena la rivalidad entre europeos y estadounidenses por encontrar un misterioso meteorito. El álbum fue después muy criticado por el personaje del judío neoyorquino Blumenstein, principal villano del álbum, y por una viñeta en la que aparecían dos judíos estereotipados, uno de los cuales se alegra de la noticia del fin del mundo porque "así no tendría que pagar a mis proveedores". Esta última viñeta se suprimió en la edición en álbum; en cuanto a Blumenstein, en ediciones posteriores de la obra Hergé le cambió el nombre por Bohlwinkel, y lo ubicó, en lugar de en Nueva York, en un país imaginario, São Rico. Sin embargo, descubrió después, con sorpresa, que Bohlwinkel era también un apellido judío (Sadoul, 1986, p. 50).
La estrella misteriosa fue el primero de los álbumes de Tintín editado en color, en 1942. Al año siguiente se reeditaron en color algunos álbumes anteriores: La oreja rota, La isla negra y El cangrejo de las pinzas de oro. En estas nuevas versiones de los álbumes tuvo un importante papel otro destacado autor de historietas, Edgar P. Jacobs.[cita requerida]
Los dos libros siguientes constituyen una de las obras más ambiciosas de Hergé: el díptico compuesto por El secreto del Unicornio y El tesoro de Rackham el Rojo, en el cual es evidente la influencia de la clásica novela de aventuras La isla del tesoro de Stevenson. Es en el segundo de los álbumes en el que hace su aparición el profesor Silvestre Tornasol, paradigma del científico despistado y algo chiflado, para cuyos rasgos físicos Hergé se basó en los del célebre Auguste Piccard. En esta aventura, Tintín y Haddock parten a lejanas tierras en busca de un tesoro que, paradójicamente, encuentran en el castillo que ha pertenecido a los antepasados del capitán, Moulinsart, convertido a partir de este momento en el hogar de Haddock y Tornasol, y con frecuencia también del propio Tintín.[cita requerida]
En diciembre de 1943, se inició en Le Soir la publicación de otra aventura de largo aliento, Las siete bolas de cristal, en la cual una misteriosa maldición persigue a los arqueólogos que han descubierto la tumba del Inca Rascar Cápac. La publicación de esta aventura, sin embargo, quedó interrumpida por la liberación de Bélgica por las tropas aliadas en septiembre del año siguiente.[cita requerida]

### Después de la liberación (1944-1950)
Bruselas fue liberada por los aliados el 3 de septiembre de 1944, lo que supuso la interrupción inmediata de la publicación de Le Soir y, por consiguiente, de Las aventuras de Tintín. La acción de Las siete bolas de cristal quedó interrumpida en el momento en que Tintín deja el hospital en que están internados los arqueólogos afectados por la maldición del inca Rascar Capac (página 50 de la edición actual del álbum). En las últimas tiras se describía su encuentro con el general Alcázar, a punto de viajar a Sudamérica.[cita requerida]
Para Hergé, acusado de colaboracionismo, se inició un calvario personal, ya que se le impidió seguir trabajando, y tuvo que responder de su actitud durante la ocupación. Puso fin a esta situación la intervención de Raymond Leblanc, antiguo miembro de la resistencia belga, que brindó a Hergé la posibilidad de continuar las aventuras de su reportero en una nueva revista, que llevaría precisamente el nombre del célebre personaje, Tintín, y cuyo primer número apareció el 26 de septiembre de 1946. El nuevo proyecto fue un éxito desde sus inicios, a pesar de la fuerte competencia de otros semanarios dirigidos al público juvenil: su tirada inicial fue de unos 60 000 ejemplares, una cifra bastante elevada para la época, y al cabo de pocos números llegó a los 80 000.
Hergé recuperó a su personaje desde el primer número de la revista. Con algunos pequeños cambios (se intercaló un encuentro entre Tintín y Haddock), la acción de Las siete bolas de cristal se reanudó donde se había interrumpido. En lugar de la tira única en blanco y negro que se había utilizado en los últimos tiempos de Le Soir, en la nueva revista se publicaban tres tiras en color en la doble página central (Farr, 2002, p. 121), lo que permitió a Hergé cuidar más la ambientación, e introducir en algunas de las planchas un texto explicativo acerca de la civilización inca. El templo del sol, segunda parte de Las siete bolas de cristal, continuó publicándose en la revista Tintín hasta el 22 de abril de 1948. Las dos partes de la aventura aparecerían en álbum, en color, en 1948 y 1949, respectivamente, con significativas modificaciones (Farr, 2002, p. 123).
Concluida la publicación de este díptico narrativo, Hergé decidió retomar, ocho años después, la aventura que había quedado interrumpida en 1940 a causa de la invasión alemana, En el país del oro negro. En su reanudación, el autor incorporó personajes y situaciones posteriores al momento en que la obra se había iniciado: aparece (aunque muy brevemente) Haddock, cuya primera aparición en la serie de Tintín había tenido lugar en El cangrejo de las pinzas de oro, empezado después de En el país del oro negro, e incluso reside ya en Moulinsart, la mansión que solo había adquirido al final de El tesoro de Rackham el Rojo. La acción se desarrollaba inicialmente en el Mandato británico de Palestina, con referencias al terrorismo del Irgún; en una edición posterior, realizada en 1971 a petición de su editor londinense, Hergé trasladó la ambientación del álbum a un país árabe imaginario (el Khemed), sin referencias históricas concretas (Farr, 2002, p. 129). Aparecen en este álbum por primera vez dos personajes de importancia: el emir Mohammed Ben Kalish Ezab y su hijo, el príncipe Abdallah.

### Los años cincuenta
En 1950 se crearon los Estudios Hergé. El autor, que había afrontado en solitario hasta el momento la responsabilidad de la realización de los álbumes del personaje (con la excepción de su periodo de colaboración con Edgar Pierre Jacobs) contó en adelante con todo un equipo de ayudantes a su servicio. Entre ellos, merece destacarse el trabajo de Bob de Moor. El primer trabajo de los Estudios Hergé fue un nuevo díptico narrativo en que por primera vez su personaje realizaba una incursión en el terreno de la ciencia ficción, el constituido por los álbumes Objetivo: la Luna y Aterrizaje en la Luna, que se publicaron en la revista Tintín entre el 30 de marzo de 1950 y el 30 de diciembre de 1953. La publicación se interrumpió 18 meses, entre 1950 y 1951, a causa del agotamiento de Hergé (Farr, 2002, p. 141).
Hergé trabajó intensamente en la documentación del nuevo proyecto, hasta el punto de que, cuando en 1969, más de quince años después de la conclusión de la publicación de la aventura lunar de Tintín, el Apolo XI se posó realmente en la superficie de la Luna, la historieta resultó bastante aproximada a la realidad (Farr, 2002, p. 135) En la ficción, los promotores del viaje son los gobernantes del pequeño país ficticio de Syldavia, que ya había aparecido en El cetro de Ottokar; en un lugar aislado, reúnen a numerosos científicos, bajo la dirección del profesor Tornasol, y construyen un cohete propulsado por energía atómica, cuyo diseño se inspira en el del V-2 de Wernher von Braun. A bordo subirá Tintín, junto con Milú, Haddock, Tornasol y —polizones involuntarios— Hernández y Fernández. El éxito del viaje lunar de Tintín fue tal que, después de que Neil Armstrong pisara la superficie de la Luna, la revista Paris Match encargó a Hergé la realización de una breve historieta-reportaje narrando la siguiente misión espacial, la del Apolo XII.
En diciembre de 1954 se inició la publicación de la siguiente aventura de Tintín, El asunto Tornasol, una historia de espionaje, con el telón de fondo de la guerra fría, cuya acción se desarrolla en Borduria, un país cuyo régimen dictatorial tiene grandes similitudes con los de los países comunistas de la Europa del Este (su ideología, el bigotismo, recuerda poderosamente el culto a la personalidad de Stalin en la Unión Soviética). En el álbum aparecieron por primera vez dos de los secundarios más recordados de la serie: Serafín Latón, "tipo característico del bruselense satisfecho de sí mismo" (Sadoul, 1986, p. 109) y el malvado coronel Sponsz. Con la finalidad de documentarse para la realización del álbum, Hergé emprendió un viaje a Suiza, ya que parte del argumento se desarrolla también en Ginebra.
La siguiente aventura fue Stock de coque, álbum en el que Hergé regresa al mundo árabe, que ya había visitado en anteriores entregas de la serie (Los cigarros del faraón y En el país del oro negro). El álbum es una denuncia de la esclavitud: Tintín debe en esta ocasión combatir contra una red de traficantes de armas y de esclavos, que afecta a musulmanes africanos en peregrinación a La Meca. Stock de coque recibió críticas por el lenguaje estereotipado de los africanos, y Hergé fue tildado de racista, por lo que en 1967 publicó una nueva edición del álbum, corregida, en la cual modificó la forma de expresarse de las víctimas del tráfico de esclavos (Farr, 2002, p. 152-153).
Cuando terminó Stock de coque, Hergé se encontraba inmerso en una profunda crisis personal. Su matrimonio con Germaine Kickens se había roto a causa de su relación con la que se convertiría en su nueva esposa, Fanny Vlaminck, una joven que trabajaba en los Estudios Hergé y a la que doblaba en edad. La respuesta de Hergé a esta crisis fue la escritura de uno de sus álbumes más conocidos, Tintín en el Tíbet, que el propio autor consideraba "un canto a la amistad". En este álbum reaparece Tchang, el compañero de Tintín en El Loto Azul, y el protagonista arriesga su vida por salvarlo. La historieta refleja también la situación del Tíbet, que había sido invadido por China en 1949; además, solo nueve meses antes de que concluyese la publicación de la historieta, el dalái lama se había exiliado en la India huyendo de la represión china. Hergé toma nítidamente partido por los tibetanos. Aparece también en el álbum el mítico Yeti, sobre el que el autor de Tintín había leído abundantemente.[cita requerida]
La década de 1950 significó el comienzo del éxito internacional de la serie. En 1956 se llegó por primera vez al millón de ejemplares anuales vendidos de álbumes de Tintín (Sadoul, 1986, p. 17), y se iniciaron las traducciones a varios idiomas extranjeros (véase la sección Traducción a otras lenguas).

### Los últimos álbumes de Tintín
Las últimas aventuras de Tintín se publicaron de forma muy espaciada: entre Las joyas de la Castafiore (1961-1962) y Vuelo 714 para Sídney (1966-1967) pasaron cuatro años; entre esta última y Tintín y los 'Pícaros'' (1975-1976), la última publicada por Hergé, transcurrieron ocho.
Las joyas de la Castafiore ha llamado la atención por cuanto se aparta de la estructura habitual en los álbumes del personaje: por primera vez no hay un viaje (la acción se desarrolla exclusivamente en el castillo de Moulinsart, la residencia de Haddock), ni tampoco un verdadero misterio. En palabras del autor:

[...] tuve el malicioso placer de confundir al lector, de mantenerle en la incógnita, privándome de la panoplia tradicional de los «cómics»: no hay «malos», no hay verdadero suspense y no hay aventura en el propio sentido del término (Sadoul, 1986, p. 115).

El álbum es una especie de comedia de argumento policial, que ha evocado a algunos el tono de ciertas novelas de Agatha Christie(Farr, 2002, p. 171), o de algunas películas de Hitchcock. Merece destacarse la simpatía con que Hergé retrata en el álbum a los gitanos (Farr, 2002, p. 175).
Después de la publicación de Las joyas de la Castafiore, Hergé intentó dedicarse principalmente a la pintura, abandonando la serie (Farr, 2002, p. 179). Se convirtió en un destacado coleccionista de arte (el mundo del arte estará muy presente en sus últimos álbumes, especialmente en el último, Tintín y el Arte-Alfa). Precisamente en esos años (la primera mitad de la década de 1960), inició su andadura el más serio competidor de Tintín en el ámbito de la historieta francobelga, Asterix.[cita requerida]
Según Assouline (1997, p. 316) fue en parte debido al fulgurante éxito de Asterix que Hergé decidió recuperar a Tintín, iniciando en 1966 la publicación de una nueva aventura del personaje, Vuelo 714 para Sídney. El nuevo álbum, para el cual el creador de la serie delegó gran parte del trabajo en su equipo, fue considerado inferior a sus obras anteriores (Farr, 2002, p. 183). La trama, que incluye elementos de ciencia ficción como la presencia de seres extraterrestres, está enriquecida sin embargo por la presencia de nuevos personajes, como Laszlo Carreidas o Mik Ezdanitoff, además de hacer reaparecer al villano por antonomasia de la serie, Rastapopoulos.
Hasta la publicación de la siguiente aventura, la última publicada, pasaron ocho años, en los que el autor estuvo ocupado en tareas como la reforma de La isla negra para su edición en el Reino Unido, o la producción de películas de dibujos animados basadas en su personaje (Farr, 2002, p. 190). Tintín y los 'Pícaros'' comenzó a publicarse en 1975. Inspirado en el asunto de Régis Debray y de los tupamaros (aunque hay en la historia también ecos de la Revolución Cubana), Hergé hizo regresar a Tintín a la república sudamericana de San Theodoros, donde se reencuentra con viejos conocidos, como el general Alcázar, el coronel Sponsz, el general Tapioca, y el explorador Ridgewell, de La oreja rota. Hacen su aparición también nuevos personajes, como Peggy, la esposa del general Alcázar, que es hija de otro personaje de la serie, Basil Bazaroff (La oreja rota) (Farr, 2002, p. 190). Este álbum ofrece una imagen modernizada de Tintín, que ha desechado sus sempiternos pantalones bombachos por unos pantalones vaqueros de campana, lleva en su casco un símbolo pacifista y practica el yoga.
Tintín y los Pícaros fue la última de las aventuras de Tintín publicada por Hergé, que falleció en Bruselas el 3 de marzo de 1983.[cita requerida]

### Tintín y el Arte Alfa
Al morir, Hergé dejó inacabado un nuevo álbum en el que se encontraba trabajando, que, entre otros temas, hablaba del arte moderno y de las sectas religiosas. El material existente consistía solo en tres planchas dibujadas a lápiz, cuarenta y dos de bocetos, y algunos escritos adicionales con parte del guion de la nueva aventura, que quedaba sin embargo inconclusa. Se barajó la posibilidad de que algún colaborador del creador de Tintín terminase el álbum, y se pensó especialmente en Bob de Moor, que había tenido un papel fundamental en la elaboración de otros libros de la serie. Se sugirió también convertirlo en un homenaje póstumo al creador de Tintín, con la participación de numerosos dibujantes de historieta. Sin embargo, en 1986 la heredera de Hergé, su viuda Fanny, decidió finalmente que el álbum se publicase en el estado en que el autor lo había dejado, con el título de Tintín y el Arte-Alfa.[cita requerida]
Los derechos del personaje y de sus aventuras pertenecen a la Fundación Hergé, empresa gestionada por la viuda del dibujante, Fanny Vlamnick (depositaria de los derechos de autor y heredera universal de Hergé) y su segundo marido, el británico Nick Rodwell. Aunque su gestión no ha estado exenta de críticas, por su férreo control sobre todo tipo de homenajes y fanart derivado, se ha mantenido hasta la fecha la decisión de no continuar las aventuras del personaje.

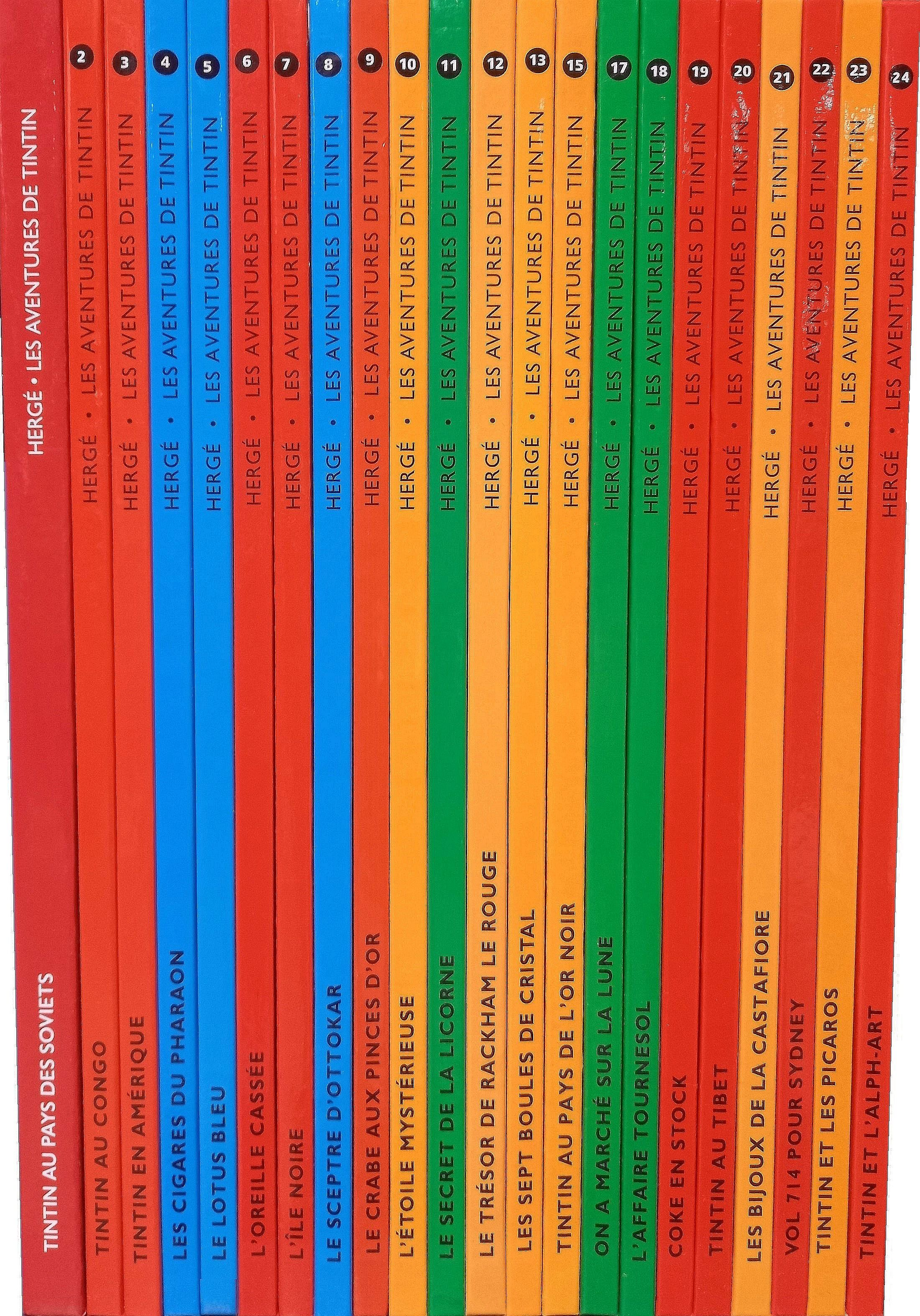
Faltan el 14 (El templo del Sol) y el 16 (Objetivo: la Luna)

## Análisis

### La creación de un álbum
La realización de un álbum de Tintín entrañaba un proceso bastante complejo. Hergé (Sadoul, 1986, p. 39 y 45) lo describe del siguiente modo: tras escribir una sinopsis de dos o tres páginas, procedía a planificar las planchas, esbozando croquis y procurando siempre mantener un elemento de suspense al final de cada una de ellas. Después, en láminas de gran formato, hacía borradores de las páginas, que finalmente calcaba para conseguir la versión definitiva. A continuación se insertaban en la página los diálogos y los decorados; finalmente, se pasaba a tinta y era enviada a la imprenta. A partir de la prueba de imprenta se procedía a colorear la plancha. Tras la creación de los Estudios Hergé, en 1950, con frecuencia la fase final de la creación de las planchas (sobre todo los decorados) era llevada a cabo por su equipo de colaboradores y no por Hergé en persona. Igualmente, el autor delegó en ocasiones en sus subordinados el trabajo de documentación: Bob de Moor, por ejemplo, viajó a Escocia en 1958 para dar mayor verosimilitud a una nueva edición de La isla negra destinada al mercado británico.
En las primeras historias, Hergé no tenía ningún tipo de limitación en cuanto a la extensión de los álbumes, y la adaptaba a las necesidades de la historia que estaba narrando. Así, Tintín en el país de los Soviets tiene 130 páginas; la primera versión de El cangrejo de las pinzas de oro, en cambio, tiene 104. Durante la ocupación alemana de Bélgica, coincidiendo con la introducción del color en la serie y a causa del aumento del precio del papel durante la guerra, el autor se vio obligado a limitar a 62 el número de páginas de cada álbum. El primer libro que se publicó con este número de páginas fue La estrella misteriosa, en 1942. Desde ese momento, todos los álbumes de Tintín (y las versiones en color de las aventuras anteriores) respetaron ese formato, aunque algunas aventuras se narran en dos álbumes en lugar de en uno solo.[cita requerida]

### El estilo de Hergé: la línea clara
Los álbumes de Tintín, como el resto de la obra de Hergé, tienen un estilo gráfico característico, conocido desde 1973 como «línea clara», seña de identidad de la llamada «Escuela de Bruselas», en contraposición con la «Escuela de Marcinelle», a la que pertenecieron otros grandes autores de la historieta belga, como Jijé o Franquin. El estilo de Hergé, que tiene su origen remoto en la obra de autores estadounidenses de comienzos del siglo XX, como George McManus, llega a su plenitud sobre todo a partir de los años 40, con la introducción del color.
La «línea clara» se caracteriza por descartar los efectos de luz y sombra, las texturas y las gradaciones de color en favor de colores planos, sin matices. El trazo, que no pretende ser expresivo, es de un espesor idéntico en todos los elementos del dibujo (personajes, decorados, etc.). Las viñetas, casi siempre rectangulares, tienen una distribución regular en la página. Los movimientos de los personajes son siempre de izquierda a derecha, en el sentido de la lectura:

Cuando dibujo a un personaje corriendo, por regla general va de izquierda a derecha, en virtud de esta sencilla regla; y además, esto corresponde a una costumbre del ojo, que sigue el movimiento y que lo acentúa; de izquierda a derecha la velocidad parece mayor que no de derecha a izquierda (Sadoul, 1986, p. 56).

Los personajes están a medio camino entre lo realista y lo caricaturesco. Un rasgo característico es la minuciosidad con que se dibujan los escenarios, repletos de detalles. Esto conlleva un importante trabajo de documentación, que en Las aventuras de Tintín se convirtió en fundamental sobre todo a partir de El Loto Azul. Comparando las viñetas de Hergé con las fotografías que utilizó para documentarse se comprueba la fidelidad minuciosa de sus dibujos. Se ha descrito en Las aventuras de Tintín una cierta "obsesión por el objeto", que lleva a Hergé a dibujar con meticulosa precisión todo tipo de cosas, que configuran lo que el propio autor denominó el "museo imaginario de Tintín". Algunos de estos objetos se han convertido en auténticos iconos del siglo XX, como el cohete lunar a cuadros blancos y rojos de Aterrizaje en la Luna.
Para Hergé, la línea clara no era sencillamente una cuestión de estética. Su depurado grafismo está siempre al servicio de la narración: de hecho, la claridad visual tiene como objetivo principal facilitar al lector la comprensión de la historia.

### La aventura
Las primeras historias carecían de un guion sólidamente construido. Se limitaban a narrar una sucesión de gags y peripecias. Como se publicaban por entregas, era importante mantener siempre el suspense al final de cada número:

Exactamente, hasta ahí [El Loto Azul], las aventuras de Tintín (al igual que las de Totor) formaban una serie de gags y de suspenses, pero no había nada construido, no había nada premeditado. Yo mismo salía a la aventura, sin ningún guion, sin ningún plan: era, realmente, un trabajo semanal. Yo ni tan sólo lo consideraba como un verdadero trabajo, sino como un juego, una broma... Oiga, Le Petit Vingtième salía el miércoles por la tarde y muchas veces me había ocurrido que el miércoles por la mañana todavía no sabía cómo sacar del embrollo en el cual yo había metido a Tintín la semana anterior (Sadoul, 1986, p. 36).

Después de El Loto Azul, en cambio, los álbumes tienen una estructura narrativa mucho más definida (aunque sin renunciar a los gags, y manteniendo el elemento de suspense al final de cada entrega). Esta estructura narrativa, coincidente con la de las novelas de aventuras clásicas, la proporciona principalmente el esquema del viaje. Hay viajes en todos los álbumes, excepto en dos (Las joyas de la Castafiore y el inacabado Tintín y el Arte-Alfa). En los libros de lo que puede considerarse el período clásico de la serie (los escritos inmediatamente antes y durante la Segunda Guerra Mundial), el desencadenante de la aventura es a menudo el hallazgo fortuito de un objeto, símbolo de un misterio que el protagonista debe resolver. Un ejemplo paradigmático son los tres pergaminos de El secreto del Unicornio, que llegan al protagonista gracias a una serie de casualidades. Otras veces se trata de la pérdida de un objeto que es necesario recuperar (el fetiche arumbaya robado en La oreja rota, por ejemplo). En casi todas las aventuras de la serie aparece un objeto que tiene un papel esencial en la trama (y que en ocasiones da nombre a los álbumes, como ocurre en El cetro de Ottokar). En una de sus obras más atípicas, el autor se burla, en cierto modo, de este recurso suyo tan habitual: en Las joyas de la Castafiore, la desaparición de las joyas no es un verdadero misterio.[cita requerida]
En sus primeras aventuras, Tintín viaja solo, acompañado únicamente por Milú, aunque cuenta con eventuales compañeros de viaje. La primera aventura verdaderamente colectiva es La estrella misteriosa, en la que el reportero forma parte de una expedición científica que parte en busca de un meteorito. Desde El secreto del Unicornio, se hace habitual que en todos los viajes participe lo que podría considerarse la "familia" más próxima de Tintín: Haddock, Hernández y Fernández y el profesor Tornasol. Las interacciones entre estos personajes, a menudo de carácter cómico, enriquecen considerablemente la narración.[cita requerida]
La importancia del viaje vincula la serie con obras clásicas de la literatura juvenil, como las de Julio Verne (a quien, a pesar de las evidentes coincidencias, especialmente en la aventura lunar de Tintín, Hergé aseguraba no haber leído) y Robert Louis Stevenson (es obvia la influencia de La isla del tesoro en la historia de piratas de El secreto del Unicornio y El tesoro de Rackham el Rojo).
Las tramas de algunos álbumes tienen elementos propios de la novela policiaca (en relación con el argumento de Las joyas de la Castafiore se ha citado a Agatha Christie y a Alfred Hitchcock). Los gags visuales recuerdan al humor slapstick del cine cómico mudo; de hecho, en la apariencia de algunos personajes (especialmente Hernández y Fernández), hay ciertos ecos de grandes actores de esta época, como Charles Chaplin.[cita requerida]

### El mundo de Tintín
Durante sus aventuras, Tintín viaja por todo el globo terráqueo (e incluso sale fuera de él, para visitar la Luna). Viaja por América del Norte (Tintín en América) y del Sur (La oreja rota, El templo del sol, Tintín y los Pícaros), Europa (Tintín en el país de los soviets, La isla negra, El cetro de Ottokar, El asunto Tornasol), África (Tintín en el Congo, El cangrejo de las pinzas de oro), Asia (El Loto Azul, Stock de coque, Tintín en el Tíbet) y Oceanía (Vuelo 714 para Sydney). Visita los paisajes más variados, desde el Ártico (La estrella misteriosa) hasta el desierto del Sahara (El cangrejo de las pinzas de oro). Hasta el punto de que autores como Castillo afirman que dentro de su obra existe una poética del viaje.
En ocasiones las aventuras de Tintín tienen lugar en países reales (entre ellos China, el Congo Belga, los Estados Unidos, Egipto, la India, el Perú, el Reino Unido, Suiza, el Tíbet y la Unión Soviética); otras veces se desarrollan en países ficticios creados por Hergé para la serie, como la república sudamericana de San Theodoros o su vecina Nuevo Rico, la pequeña monarquía balcánica de Syldavia, su enemiga Borduria, o el emirato del Khemed, a orillas del Mar Rojo. Ambientar las andanzas de Tintín en estos países imaginarios permitía a Hergé tratar temas políticos de actualidad sin temor de que se suscitaran problemas como los que tuvo cuando trató el tema de la invasión japonesa de China en El Loto Azul. De hecho, en las historias se abordan a menudo temas de actualidad, hasta el punto de que puede decirse que la historia de Tintín es la historia del siglo XX: la guerra del Chaco (en La oreja rota), el expansionismo nazi (en El cetro de Ottokar), la guerra fría (en El asunto Tornasol), las guerrillas sudamericanas (Tintín y los Pícaros).[cita requerida]
Tintín, viajero impenitente, no tiene sin embargo un verdadero hogar. Desde sus primeras aventuras, habita en uno o varios apartamentos sumamente impersonales.[cita requerida] De uno al menos se conoce la dirección: calle del Labrador 26. Solo hay una referencia a la ciudad en que se encuentra: en Tintín en el Tíbet, la carta de Tchang lleva escrita la dirección en caracteres chinos: « Hong-Kong, Tchang-Tchong Jen - para el señor Tintín - Bélgica Bruselas».[cita requerida]
Lo más parecido a un verdadero hogar en la serie es el castillo de Moulinsart, solar de los antepasados de Haddock adquirido por este, con la ayuda de Tornasol, al final del álbum El tesoro de Rackham el Rojo. Aunque el único residente permanente del castillo es Haddock (siempre acompañado de su fiel mayordomo Néstor), Tintín, Tornasol e incluso Bianca Castafiore pasan en él largas temporadas.[cita requerida]

### Ausencias
Una característica llamativa de la serie es la ausencia casi absoluta de personajes femeninos. El único importante, la cantante Bianca Castafiore, es ante todo un personaje cómico. Ninguna de las otras mujeres que aparecen en la serie tiene auténtica relevancia.[cita requerida]
Otros autores, por el contrario, encuentran más llamativas otras ausencias tanto de conflictos como de acontecimientos internacionales. Hergé se detiene mucho en algunos que fueron o eran en aquella época muy poco relevantes, mientras deja fuera varios de importancia mundial. Así utiliza como telón de fondo la ya mencionada guerra del Chaco, un conflicto entre dos países sudamericanos no muy significativos. También muestra los inicios del Conflicto árabe-israelí enTintín en el país del oro negro, un problema muy grande décadas después, pero que despertaba pocas preocupaciones en aquel momento. Incluso alude al Conflicto de Micronesia, cambiado el nombre por el de "Sondonesia" en el álbum Vuelo 714 para Sidney (Farr, 2011), una guerra sumamente menor entonces y ahora. Sin embargo, no aparecen otros temas internacionales que despertaron una riada de solidaridad o de interés en su época y después, como la Guerra Ruso-finlandesa, la Invasión italiana de Abisinia, la Turquía de Mustafa Kemal Atatürk y especialmente la Segunda Guerra Mundial que ni se menciona.
Teniendo en cuenta que Tintín es un periodista dibujado y guionizado por otro periodista, sorprenden ausencias comentadas por reporteros auténticos. Así, en Tintín en el Congo se ve cómo distintos representantes tratan de negociar un contrato con él, pero nunca se muestra la preocupación de todo enviado especial por recopilar las facturas de gastos. Maneja dinero, incluso en cantidades que le permiten adquirir embarcaciones y alquilar aeronaves con piloto, pero no aparece jamás cambiando moneda, como si el franco belga fuera rápidamente convertible. Tampoco existe ni una sola viñeta donde se le muestre redactando una noticia o una crónica, ni preocupado por llegar a tiempo al teléfono, telégrafo o cualquier otro medio que le permita transmitirla a su redacción.
Por último, en el ámbito afectivo/personal cabe reseñar la total ausencia de menciones a su infancia, ni a sus compañeros de colegio, universidad, trabajo... No hay ninguna referencia a padres, hermanos o cualquier miembro de su familia cercana o extensa. Las únicas personas con las que tiene relaciones afectivas son las que va conociendo en el transcurso de sus aventuras. Muchas de estas relaciones las entabla durante poco tiempo, pese a ello, resultan muy duraderas y profundas, como la mantenida con Tchang, por el que arriesga incluso la vida en Tintín en el Tíbet, o el comerciante portugués Oliveira da Figueira, que los oculta dentro de su casa en Stock de coque y sacrifica todos los cántaros para que Tintín y Haddock dominen el acarreamiento de los mismos al estilo árabe (Farr, 2011).

### Ideología
Se ha escrito mucho acerca de la ideología de la serie Las aventuras de Tintín. La obra ha sido objeto de polémica, en gran parte a causa de la continua reedición de obras que fueron concebidas muchos años atrás y en un contexto enteramente diferente. Se ha tachado a Hergé de propugnar en sus álbumes puntos de vista colonialistas, racistas e incluso fascistas; se le ha reprochado su supuesta misoginia, dado que apenas aparecen mujeres en la serie; y se le ha acusado de mostrar en un álbum (Tintín en el Congo) una crueldad innecesaria ante los animales. Estas acusaciones se refieren a aspectos puntuales de algunos álbumes concretos, pero no puede decirse que sea el punto de vista predominante en la serie. En este sentido, existe una cierta "leyenda negra" de Tintín, a la que contribuyó sin duda el hecho de que Hergé colaborase durante la ocupación alemana de Bélgica en un diario que controlaban los nazis.
Tintín en el Congo es el álbum en el cual está más presente la ideología colonialista y racista. En él los indígenas africanos son mostrados como indolentes y estúpidos, y Tintín adopta hacia ellos una actitud paternalista. Hergé no negó que el colonialismo estuviese presente en el álbum; era, según afirmó, lo habitual en la época:

Hice esta historia, ya se lo he dicho, según la óptica de la época, es decir, con un espíritu típicamente paternalista... que era, y lo afirmo, el espíritu de toda Bélgica (Sadoul, 1986, p. 97).

Otro álbum que fue tachado de racista es bastante posterior: se trata de Stock de coque. Aunque la aventura es una denuncia de la esclavitud en la que Tintín y Haddock toman nítidamente partido por los más débiles, un artículo publicado en 1962 en la revista Jeune Afrique criticó duramente su representación de los africanos (Sadoul, 1986, p. 97), especialmente en cuanto a su forma de hablar. Hergé acusó las críticas, y para una nueva edición del álbum, publicada en 1967, se reescribieron algunos diálogos.
La idea del fascismo de Tintín puede estar relacionada con la actitud de su autor durante la guerra, así como con su vinculación inicial con el abate Norbert Wallez, un hombre de extrema derecha y anticomunista declarado. Los álbumes que Hergé publicó durante la guerra, sin embargo, son historias de aventuras en las que no hay alusiones a la política, ni en uno ni en otro sentido. Los críticos de la serie, escrutando minuciosamente los álbumes, han encontrado una tenue intención propagandística en La estrella misteriosa, en cuya primera versión una expedición europea compite con otra estadounidense, financiada por un neoyorquino de apellido judío que es el principal villano del álbum.[cita requerida]
Otros álbumes, en cambio, desmienten la supuesta simpatía de Hergé por el fascismo. Antes de la guerra, en El cetro de Ottokar, hay críticas evidentes a la política expansionista de Hitler (según el autor, es el relato "de un Anschluss fracasado") (Sadoul, 1986, p. 71). En el El asunto Tornasol podemos contemplar un cuadro muy tenebroso del régimen totalitario y militarista de Borduria. E Incluso en Tintín y los Pícaros se puede entrever una crítica velada hacia los revolucionarios, que derrocan a un tirano corrupto pero en su lugar sitúan a alguien que enseguida empieza a dar muestras de que va a comportarse del mismo modo. Hergé, de hecho, se manifestó en contra de todos los totalitarismos, del signo que fuesen:

Mire, yo creo que todos los totalitarismos son nefastos, tanto si son de «derechas» como si son de «izquierdas», y los meto a todos en el mismo saco (Sadoul, 1986, p. 71)

Nunca negó, sin embargo, sus ideas conservadoras. Tal vez por ese motivo, Tintín está generalmente a favor del orden establecido, lo que no le impide prestar atención a los más desfavorecidos, y, en muchas ocasiones, tomar enérgicamente partido por ellos: los indios en Tintín en América, los chinos que sufren la opresión japonesa en El Loto Azul, o incluso los esclavos africanos de Stock de coque. A lo largo de sus viajes, Tintín muestra, en general, un interés y un respeto genuinos por las culturas no europeas, que se manifiesta también en la voluntad de Hergé de documentarse minuciosamente para la realización de los álbumes.

### Esoterismo
Uno de los rasgos más curiosos de los álbumes de Tintín es la relativamente frecuente presencia en ellos de elementos del Más Allá y de las llamadas Ciencias Ocultas. Los enumeramos aquí:
- Ángeles y demonios. En La oreja rota, los dos principales antagonistas del álbum mueren ahogados, y se muestra a unos demonios llevándoselos al infierno. Por otro lado, en varios álbumes vemos que tanto Milú como el capitán Haddock, en algunas ocasiones, sostienen conversaciones mentales con un ángel y un demonio que llevan sus cabezas; se les suelen aparecer en situaciones donde la posibilidad de entregarse a un placer particular entra en conflicto con una misión o un deber, y los resultados son muy diversos. En estas viñetas, la presencia del mundo espiritual adquiere un cariz claramente cómico.
- En el álbum doble Los cigarros del faraón y El loto azul, aparecen un faquir malvado y otro bueno, y ambos muestran diversos poderes extraordinarios.
- El profesor Tornasol, desde el momento en que lo conocen en el álbum doble El secreto del Unicornio y El tesoro de Rackham el Rojo, se muestra muy competente en la pseudociencia de la radiestesia, y mantiene esta afición durante todo el resto de la colección, aunque en varios álbumes nunca la use. Los detectives Hernández y Fernández se sirven también de este método en El templo del sol, para tratar de encontrar a Tintín y a sus amigos. En todos los casos se muestra que las indicaciones que da el péndulo son exactas, pero sin que se consiga identificar lugares concretos.
- La magia es uno de los elementos argumentales principales del doble álbum Las siete bolas de cristal y El templo del sol. Allí se ve cómo un indio peruano arroja una bola de cristal a cada uno de los siete arqueólogos que participaron en una expedición que encontró y se trajo a Europa la momia del rey inca Rascar Capac; estas bolas los sumen en un sueño narcótico profundo, y un sacerdote inca les tortura, desde la enorme distancia, y siempre a una misma hora del día. Antes de esto, al principio de la historia, durante un espectáculo del Music-Hall al que asisten Tintín y el capitán, una vidente llamada Yamilah muestra al público unas extraordinarias dotes de adivinación; pero se asusta, hasta gritar y desmayarse, cuando a una mujer del público le prevé la venida de una terrible maldición inca sobre su marido, que resulta ser uno de los expedicionarios.
- Toda la trama de Tintín en el Tíbet parte de un sueño premonitorio que tiene Tintín, donde ve a su amigo Tchang vivo tras un accidente de aviación donde aparentemente no ha habido supervivientes. Tintín se muestra tan absolutamente convencido de la realidad de su sueño, que lo arriesga todo para ir al Himalaya y rescatar a Tchang, enfrentándose a la oposición de casi todo el mundo. En este álbum podemos ver también a un monje tibetano (Rayo Bendito) levitar y tener visiones proféticas, que siempre se cumplen. Y además, uno de sus personajes más significativos es el legendario Yeti.
- En Las joyas de la Castafiore, una anciana gitana le lee la mano al capitán, y le adelanta todos los acontecimientos que van a suceder en la historia.
- Toda la trama de Vuelo 714 para Sidney transcurre en una isla volcánica del Pacífico, y se resuelve con la aparición de un ovni y de seres extraterrestres, cuya apariencia nunca vemos. Además, se muestra cómo una desconocida cultura local antigua había levantado un templo subterráneo, donde representó a seres del espacio; se da a entender así que en aquella isla las visitas de seres extraterrestres eran frecuentes. Uno de los personajes, Mik Ezdanitoff, se comunica con los extraterrestres y con Tintín a través de la telepatía. Al final de la historia, Tornasol muestra en televisión un objeto artificial que había encontrado usando la radiestesia; y no tiene empacho en declarar que, por su anómala composición química, científicamente solo podía tratarse de un objeto de origen extraterrestre.

### Los rivales de Tintín
Durante sus primeros diez años de historia, ningún otro personaje de la historieta belga le hizo sombra a Tintín. En 1938, sin embargo, se creó la revista Spirou, en la que desarrollaría sus aventuras un nuevo héroe de papel, Spirou, que se convertiría en el principal competidor de Tintín durante décadas. Los personajes eran los estandartes de dos tendencias antinómicas en el mundo de la historieta belga: la llamada «Escuela de Bruselas» (Hergé) y la «Escuela de Marcinelle» (cuyo principal representante fue André Franquin). Hergé admiraba profundamente el virtuosismo del dibujo de Franquin, aun cuando su estética estuviese en las antípodas de la de Las aventuras de Tintín.
Tintín tuvo, sin embargo, otros competidores que no procedían de la periferia de Bruselas, sino de los Estados Unidos: en 1949 comenzó a publicarse en Bélgica la revista Journal de Mickey, con historietas de los personajes más emblemáticos de Walt Disney, un serio rival para la revista Tintín en el período posterior a la Segunda Guerra Mundial.
El más exitoso de los rivales de Tintín llegaría sin embargo a finales de la década de 1950: el 29 de octubre de 1959 se publicaba en la revista francesa Pilote la primera entrega de las aventuras del guerrero galo, Astérix. La popularidad del nuevo personaje hizo que a mediados de los años 60 las ventas de sus álbumes alcanzaran a las de los libros de Tintín. En la actualidad, las ventas de los álbumes de Astérix son superiores. Pese a todo, según una encuesta, en 2005 Tintín era el personaje de cómic más valorado por los franceses, ligeramente por delante de Astérix.

## Los otros autores de Tintín
Hergé desarrolló completamente en solitario sus primeros álbumes. Sin embargo, a partir de los años 40 el volumen de trabajo le exigió contratar colaboradores. Nunca fueron acreditados en los álbumes, pero tuvieron un importante papel en la historia de la serie.

### Edgar Pierre Jacobs
El primer colaborador importante de Hergé en Las aventuras de Tintín fue Edgar P. Jacobs (1904-1987). Jacobs colaboró estrechamente con Hergé entre 1944 y 1947. Su labor principal consistió en corregir, dar nuevo formato y colorear varios álbumes en blanco y negro (Tintín en el Congo, Tintín en América, El Loto Azul y El cetro de Ottokar), que se reeditaron en color en la década de 1940. Además, intervino en los decorados de los álbumes El tesoro de Rackham el Rojo, Las siete bolas de cristal y El templo del sol). Jacobs dejó de colaborar con Hergé en 1947 para desarrollar su propia serie, Blake y Mortimer.
Aunque no aparece acreditado en los álbumes en que colaboró, aparece retratado en algunos de los álbumes en los que intervino. Aparece junto al propio Hergé (y junto a Quique y Flupi) en la viñeta inicial de Tintín en el Congo. Aparece también en la portada y en una viñeta interior de la edición en color de Los cigarros del faraón, en una broma un tanto macabra: un sarcófago con el letrero E.P. Jacobini. En El cetro de Ottokar, asiste, junto al propio Hergé, a un concierto de la Castafiore y a una recepción real (páginas 38 y 59 del álbum).

### Bob de Moor
Bob de Moor (1925-1992) trabajó en los Estudios Hergé desde su creación, en 1950, hasta su muerte. Intervino decisivamente en varios álbumes, como una nueva edición de La isla negra (1965), Objetivo: la Luna (1953), Aterrizaje en la Luna (1954), Vuelo 714 para Sídney y Tintín y los Pícaros (1976). La revisión de La isla negra se hizo sobre todo pensando en su edición en el mercado británico, ya que se habían detectado numerosas inexactitudes en la ambientación en Escocia del álbum, y De Moor se desplazó al Reino Unido para realizar un minucioso trabajo de documentación. En el díptico sobre el viaje a la Luna, se deben a su mano el diseño del célebre cohete y los paisajes lunares (Farr, 2002, p. 141).
Participó también en la producción de las versiones en dibujos animados de El templo del sol y Tintín y el lago de los tiburones. Su huella es evidente en obras como Tintín y los Pícaros, en la que se hizo cargo de la mayor parte del trabajo gráfico. Durante un tiempo se barajó la posibilidad de que terminase el álbum que Hergé dejó incompleto a su muerte, Tintín y el Arte Alfa. No obstante, no aparece nunca acreditado en ninguno de los álbumes de Tintín.

### Jacques Martin
Jacques Martin, que era colaborador de la revista Tintín, entró en 1953 en los Estudios Hergé. Trabajó en los guiones de álbumes como El asunto Tornasol, Stock de coque, Las joyas de la Castafiore y Tintín en el Tíbet. Dibujó también los vestidos de los personajes en estos mismos álbumes. En una entrevista, Martin se atribuye la idea principal de algunos álbumes. Su colaboración con Hergé duró hasta 1972, año en que se dedicó en exclusividad a sus propias series: Lefranc y, sobre todo, Alix.

## Personajes

### Tintín

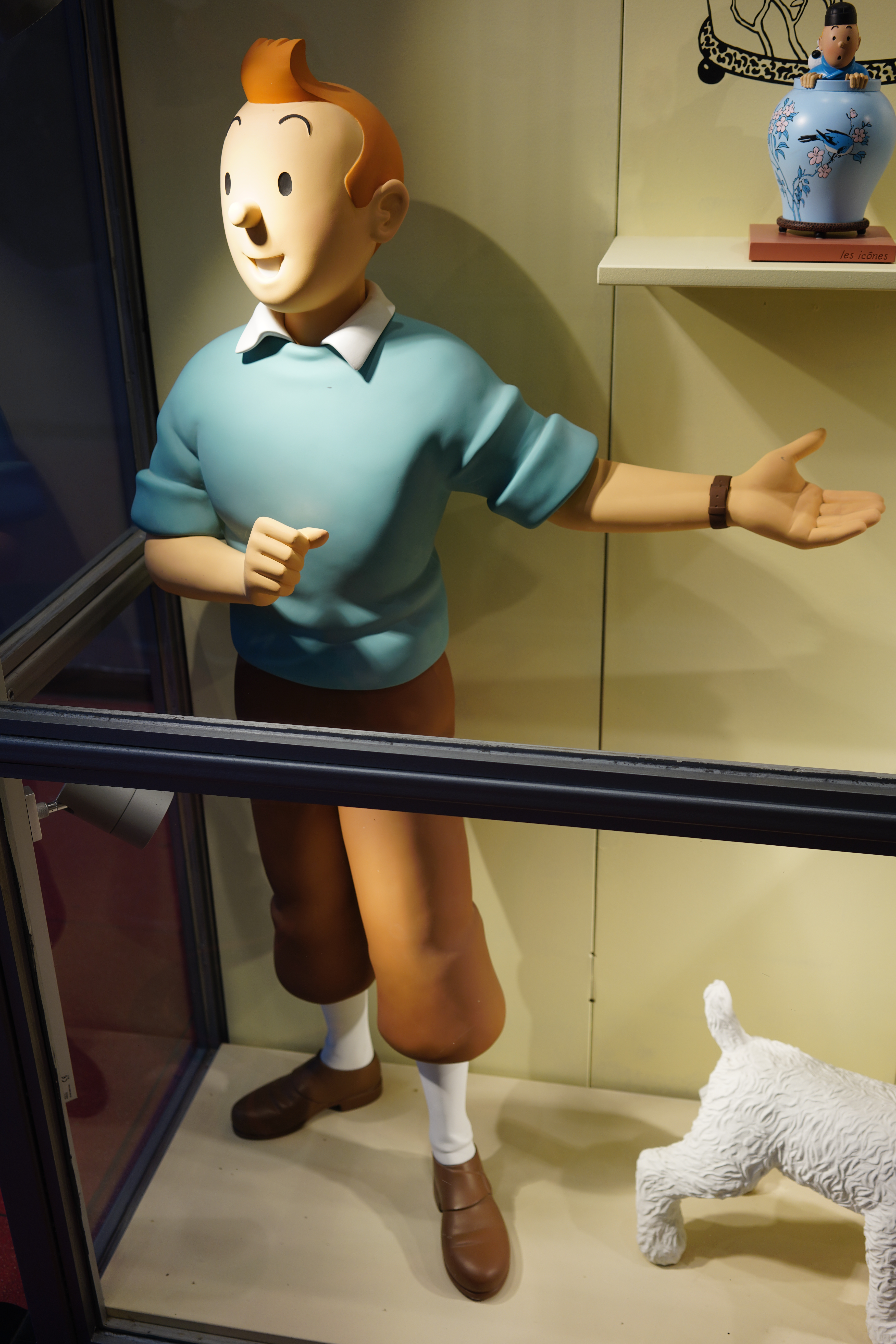
Tintín

Tintín es un joven reportero belga que se mete a menudo en problemas por defender causas justas. Su apariencia física y su vestuario apenas cambian a lo largo de los años. De baja estatura, es rubio y luce un tupé característico, su principal seña de identidad, junto con los pantalones bombachos que llevará en todos sus álbumes (a excepción del último, Tintín y los Pícaros, donde lleva pantalones vaqueros). Se presenta, desde su primera aventura, como periodista: viaja a la Unión Soviética y después al Congo en calidad de reportero de Le Petit Vingtième, aunque solo en Tintín en el país de los soviets se le presenta escribiendo un reportaje. A partir del tercer álbum de la serie, deja de haber referencias al diario en que colabora Tintín, aunque el personaje no deja de presentarse como reportero, y utiliza en ocasiones su profesión como medio de hacer averiguaciones en sus aventuras.
En los álbumes no se dan nunca indicaciones sobre la edad de Tintín, ni sobre sus circunstancias familiares, afectivas o sexuales, destacando por su inquebrantable honradez, a la que no es ajena la admiración de Hergé por el movimiento scout. Del mismo modo, 

También carecía de sentido de humor, aunque se moviera en historias donde el humor jugaba un papel importante. Si al principio éste corría de parte de los villanos, tan patosos como malos, pronto aparecieron personajes como Hernández y Fernández, el capitán Haddock o el prof. Tornasol, redondeando un reparto que ha hecho inmortales e inolvidables a las aventuras del personaje.

### Milú
Desde su primera aventura, Tintín está acompañado por su mascota, Milú, un fox terrier blanco, siendo por tanto el único personaje, además del protagonista, que aparece en todas las aventuras de la serie.
Milú no es capaz de hablar, pero sus pensamientos aparecen a menudo verbalizados en los globos de diálogo. Generalmente es capaz de hacerse entender. Su afición por los huesos y su más humano que canino interés por el whisky (en especial de la marca Loch Lomond, la preferida del capitán Haddock) desencadenan a menudo situaciones cómicas.

### El capitán Haddock

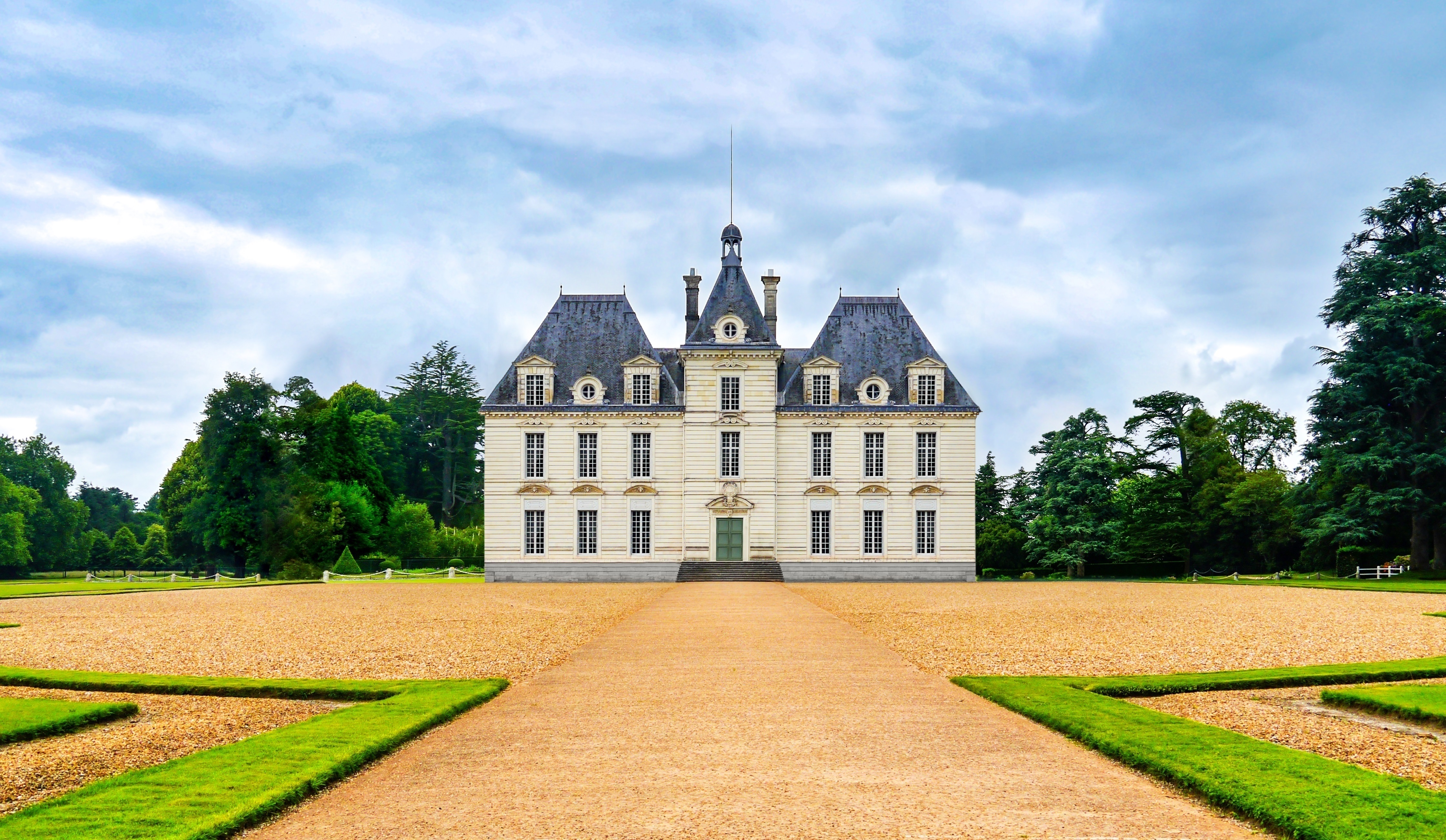
Recreación del castillo de Moulinsart.

El capitán Archibaldo Haddock es un capitán de la marina mercante cuya nacionalidad no se aclara en los álbumes (¿inglés, francés o belga?), aunque sí se sabe que tiene un antepasado francés (el caballero de Hadoque, marino al servicio de Luis XIV). El apellido Haddock procede de una conversación que Hergé mantuvo con su esposa, en la que ella comentó que el haddock (especie de abadejo ahumado) era un "triste pescado inglés". El nombre de pila del capitán, Archibaldo, no se desvela hasta la última aventura de Tintín, Tintín y los Pícaros (1976).

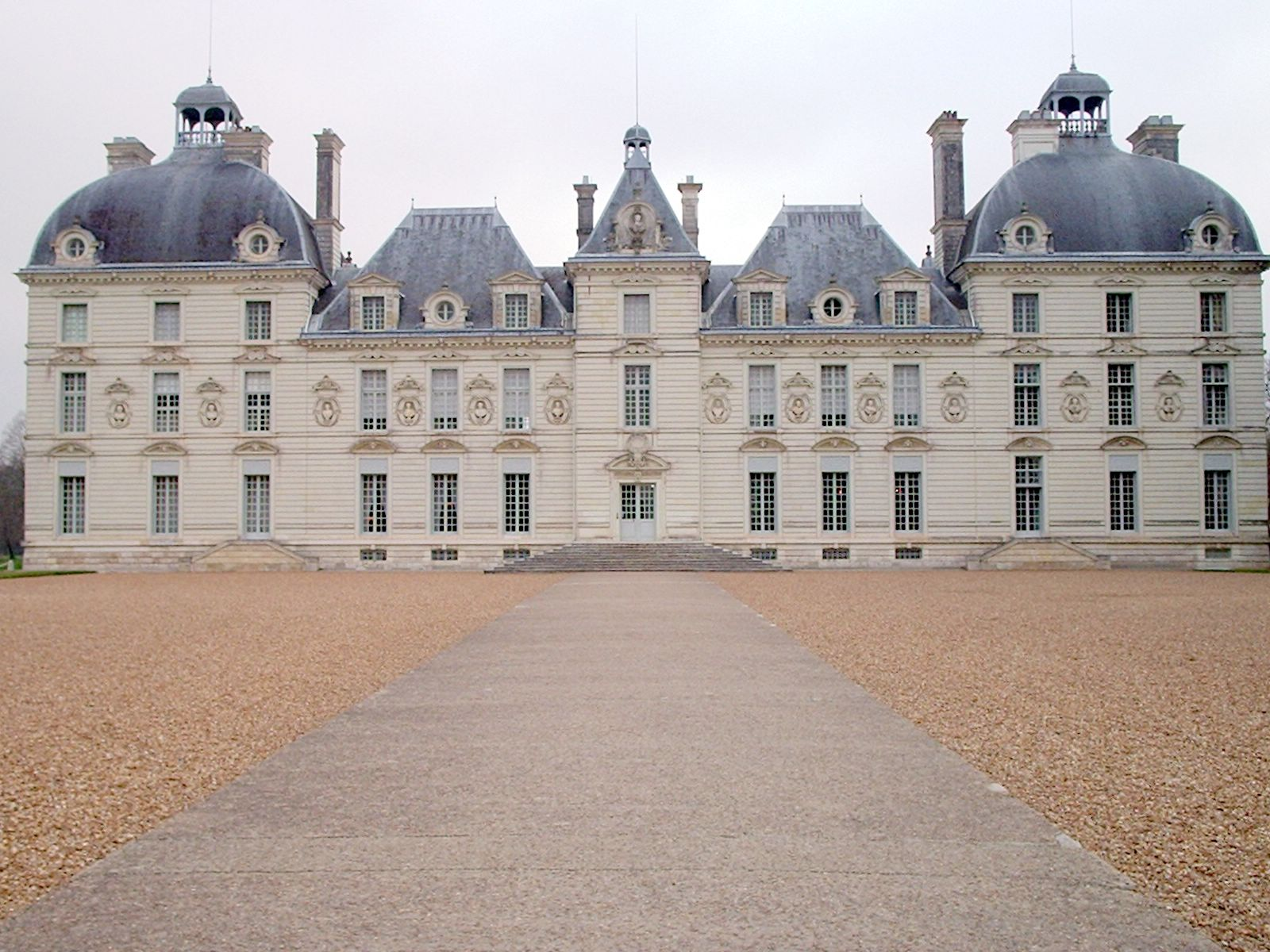
Para diseñar la fachada de la mansión de Moulinsart, adquirida por el capitán Haddock al final del álbum El tesoro de Rackham el Rojo, Hergé se inspiró en el castillo de Cheverny (en la fotografía).

Arquetipo del lobo de mar, su apariencia se ajusta perfectamente a este modelo: gorra, jersey azul con el dibujo de un ancla, poblada barba negra. Rudo y de buen corazón, aunque de carácter irascible, es el inseparable compañero de Tintín desde que hizo acto de presencia en El cangrejo de las pinzas de oro, donde es presentado como un personaje débil y dominado por su alcoholismo. Más tarde se convierte en un personaje más simpático, aun sin abandonar su debilidad por el whisky, en el que tiene especial predilección por la marca Loch Lomond (sus borracheras son a menudo empleadas como gags cómicos). Su mal carácter, su impulsividad irreflexiva y su amplio repertorio de insultos extravagantes son lugares comunes de la serie, y contribuyen a dar un contrapunto al generalmente tranquilo y juicioso Tintín.
Tras la aparentemente infructuosa búsqueda de El tesoro de Rackham el Rojo, el profesor Tornasol le ayuda a adquirir el castillo de su familia, en Moulinsart, y posteriormente convertirse en un pacífico rentista. No por ello, sin embargo, deja de acompañar a Tintín en sus aventuras, y aparece en todos los álbumes desde su aparición hasta el final de la serie.

### Hernández y Fernández
Hernández y Fernández (Dupond et Dupont en la versión original) son una pareja de policías casi idénticos (bigote, bombín y bastón son sus tres principales señas de identidad). Solo se distinguen por el bigote, donde el de Hernández (Dupont) tiene el aspecto de una D girada mientras que Fernández (Dupond) lo lleva con dos pequeñas guías o "rabitos", que le dan una forma de T invertida. Pese a las apariencias, no hay entre ellos ninguna relación de parentesco. Se ha dicho que Hergé pudo inspirarse en una fotografía aparecida en la revista parisina Le Miroir, en que aparecen dos detectives con bigote y bombín escoltando a un detenido (Farr, 2002, p. 41), pero el autor nunca confirmó esta información.
Dupond y Dupont, o Hernández y Fernández, hicieron su primera aparición protagónica en la serie en Los cigarros del faraón, en 1934, con los nombres de X 33 y X 33 bis. Más adelante Hergé les hizo aparecer en la edición en color de un álbum cronológicamente anterior, Tintín en el Congo, en cuya poblada primera viñeta se les puede ver, algo apartados del grupo principal que despide al reportero. Aparecen en todos los álbumes posteriores de la serie, con dos únicas excepciones (Tintín en el Tíbet y Vuelo 714 para Sídney) (Farr, 2002, p. 41).
Aunque en el primer álbum en que aparecen (Los cigarros del faraón) demuestran gran competencia y habilidad como policías, a partir del siguiente álbum (El loto azul) comienzan ya a mostrar los rasgos que les van a identificar durante todo el resto de la serie: su ingenuidad y sus constantes meteduras de pata. Así, por ejemplo, destacan por su afición a disfrazarse, pero los trajes que escogen consiguen siempre el efecto contrario al que pretenden: en vez de camuflarse, llaman mucho la atención y provocan la hilaridad de la gente. Suelen hacer deducciones absurdas, y no entienden el humor del capitán, que les ridiculiza en cuanto puede. A veces estallan ofendidos por lo que creen un insulto, pero su carácter les hace incapaces de guardar rencor, y desde luego muestran una fidelidad e incorruptibilidad totales. Uno de sus gags más recurrentes consiste en que uno de ellos emite una opinión, y enseguida el otro interviene con un "yo aún diría más" para luego repetir exactamente la misma idea dicha por su colega.

### El profesor Tornasol

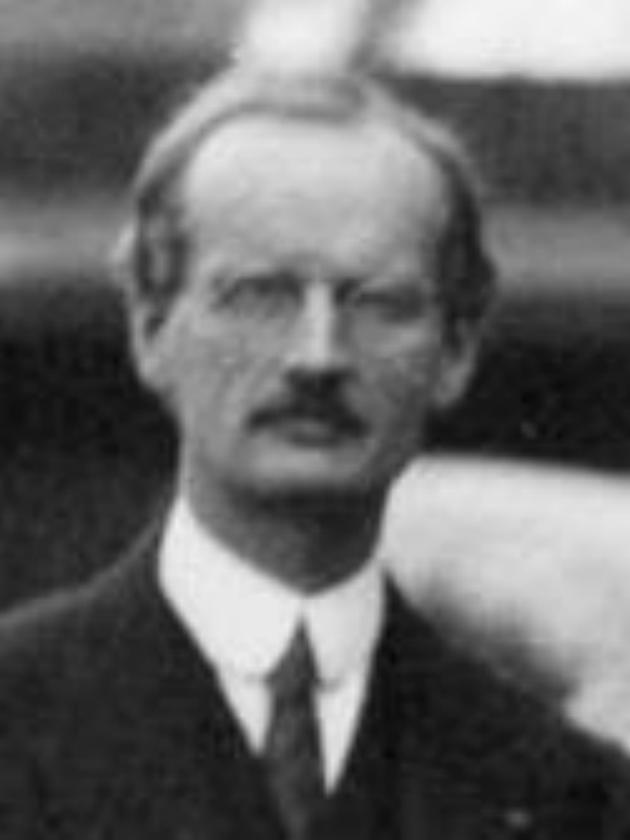
El inventor suizo Auguste Piccard sirvió de inspiración a Hergé para la creación del profesor Tornasol.

El profesor Silvestre Tornasol o Arsenio Tornasol (Tryphon Tournesol en la versión original) encarna el arquetipo del científico despistado. Su sordera hace que se aísle en un mundo propio, sin enterarse de lo que ocurre a su alrededor, lo que propicia un sinfín de situaciones cómicas.
Tornasol hizo su primera aparición en la serie en la página 5 del álbum El tesoro de Rackham el Rojo, en 1943, y se convirtió en uno de los personajes más emblemáticos de la serie, apareciendo en casi todos los álbumes posteriores. Para su creación, es posible que Hergé se inspirase en los rasgos del suizo Auguste Piccard, inventor del batiscafo (Farr, 2002, p. 106-107). Pueden encontrarse precedentes suyos en otros personajes de la serie, como el excéntrico egiptólogo Filemón Ciclón de Los cigarros del faraón o el Néstor Halambique de El cetro de Ottokar.
Sus inventos oscilan entre lo absurdo (la máquina para cepillar ropa o la cama-armario) y lo genial (el submarino de El tesoro de Rackham el Rojo; el generador de ultrasonidos de El asunto Tornasol; y, sobre todo, el cohete lunar de Objetivo: la Luna).
Su ámbito de interés científico es tan amplio que difícilmente resulta verosímil. En Objetivo: la Luna es presentado como un eminente físico nuclear. En Aterrizaje en la Luna es capaz de oír perfectamente gracias a un audífono, y demuestra tener una enorme humanidad y sentido común. En El asunto Tornasol su invento, capaz de reducir a polvo y escombros los objetos, es codiciado por grandes potencias para convertirlo en arma bélica. En Las joyas de la Castafiore inventa un televisor a color que no funciona bien; y aunque su sordera le aísla de toda la trama del álbum, una conversación suya surrealista con un periodista provoca una espectacular falsa noticia que caerá a plomo sobre el capitán.
Una de sus pasiones es el cultivo de rosas: incluso crea una nueva variedad que galantemente dedica a su amor platónico, Bianca Castafiore.

### Bianca Castafiore
La cantante italiana de ópera Bianca Castafiore es el único personaje femenino de cierta importancia en el mundo casi exclusivamente masculino de Las aventuras de Tintín. Conocida como «el Ruiseñor Milanés», la Castafiore es una diva conocida en todo el mundo, y, sin embargo, su voz es objeto de la más viva animadversión por parte de casi todos los personajes de la serie (con la excepción del "duro de oído" Tornasol, quien además se revela en Las joyas de la Castafiore como su tímido enamorado). Es especialmente detestada por el capitán Haddock, con quien forma un singular dúo cómico que tiene su actuación más destacada en el álbum antes mencionado.
La Castafiore hizo su primera aparición en la serie en El cetro de Ottokar, en 1938. En total, aparece en ocho de los álbumes de la serie, incluyendo el último, Tintín y el Arte-Alfa. A pesar de no encontrarse ella presente, los personajes la oyen cantar por la radio en al menos otros dos (Objetivo: la Luna y Tintín en el Tíbet).
En el desarrollo de algunos aspectos del personaje tuvo sin duda un importante papel Edgar Pierre Jacobs, colaborador de Hergé desde 1940. Jacobs había sido barítono profesional y fue durante toda su vida un gran aficionado a la ópera. Hergé, en cambio, detestaba este género musical, ya que, según sus propias palabras, veía "a la mujer gorda detrás de la cantante" (Sadoul, 1986, p. 33).
Aunque es de suponer que una artista de tal celebridad cuente con un amplio repertorio (hay también referencias a interpretaciones suyas de obras de Puccini y Rossini), en la serie aparece ligada casi exclusivamente a una sola pieza, el «Aria de las joyas» del Fausto de Gounod, cuya letra ("Me río de verme tan bella en este espejo") resulta muy adecuada para su enorme vanidad. Como corresponde a una diva, está en el centro de atención de la prensa, que le atribuye romances inverosímiles (por ejemplo, con el capitán Haddock, en Las joyas de la Castafiore). Su suntuoso vestuario (luce modelos inspirados en creaciones de, entre otros, Christian Dior y Coco Chanel) refleja la cambiante moda del siglo XX. Bianca Castafiore viaja siempre con su secretaria, Irma, y su pianista, Igor Wagner.

### Otros personajes

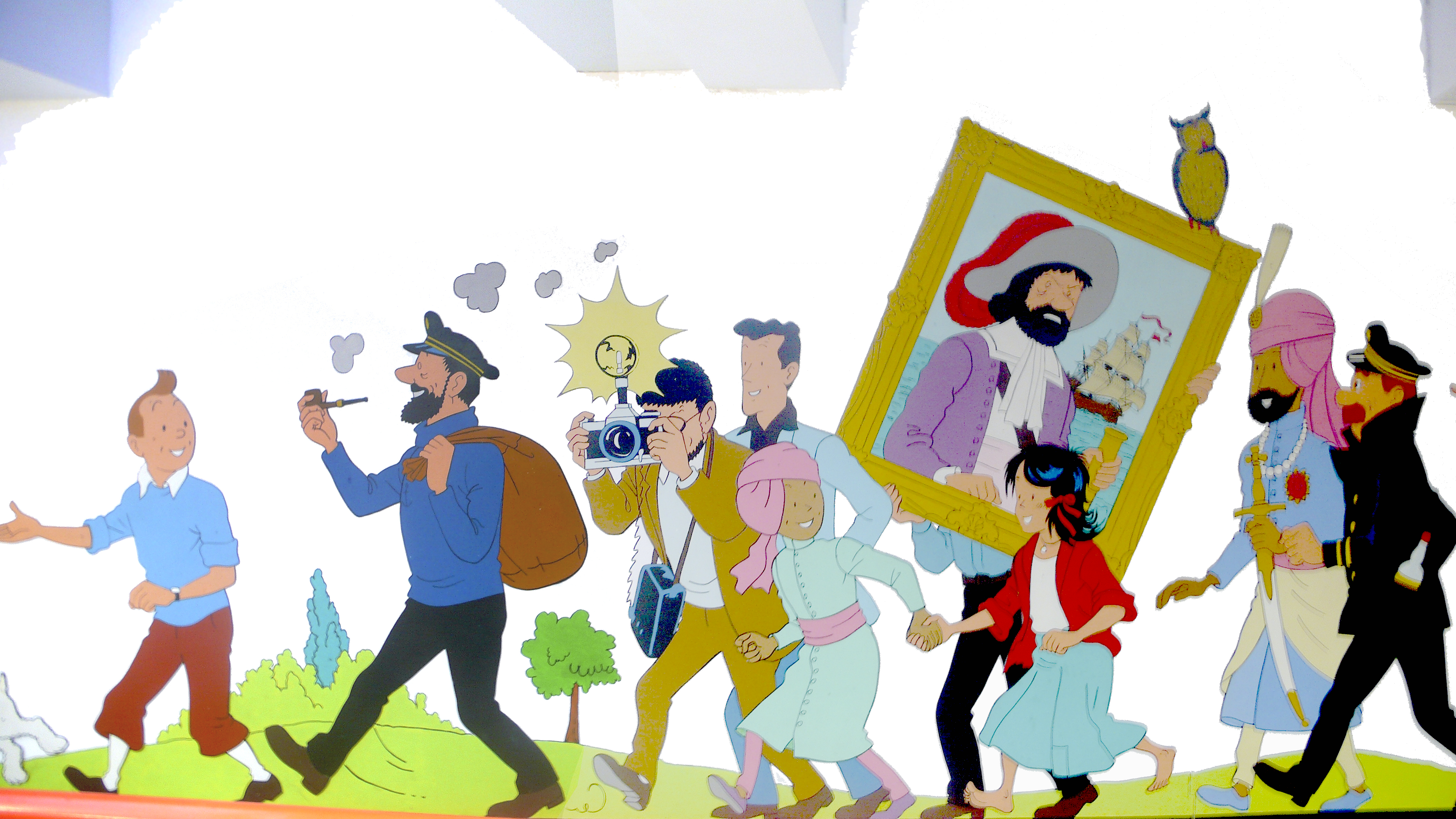
Grafiti de varios personajes de Tintin.

Además de los mencionados, una de las grandes bazas de las aventuras de Tintín es que cuenta con la presencia de un buen número de interesantes personajes secundarios, algunos de los cuales aparecen en varios de sus álbumes. Es el caso del malvado millonario Rastapopoulos, principal antagonista de Tintín; del mercenario Allan Thompson; del moralmente complejo general Alcázar y su eterno rival en el gobierno del imaginario país de San Theodoros, el general Tapioca (que es mencionado en varios álbumes, pero sólo se hace presente en el último); del fiel mayordomo de Moulinsart, Néstor; del estrafalario comerciante portugués Oliveira da Figueira, y del insoportable vecino y agente de seguros Serafín Latón. Además, hay toda una retahíla de personajes menores que aparecen en un álbum y repiten presencia en otro: como los ya mencionados Irma y Wagner, el buen emir Ben Kalish Ezab del Khemed y su hijo el caprichoso, mimado y gamberro príncipe Abdallah, el fiel amigo chino Tchang, Pablo, o el piloto Pst; y villanos como Müller, el coronel bordurio Sponsz, el coronel sildavo Jorgen, o el comisario corrupto Dawson. Merece también la pena mencionar que hay una gran riqueza de personajes memorables que hacen su aparición en un único álbum, o en aventuras de doble álbum.
En ocasiones, Hergé parodió con sus personajes a personas reales, cuyos nombres disfrazaba solo ligeramente. Es el caso del traficante de armas que aparece en La oreja rota, Basil Bazaroff, cuyo nombre apenas encubre la referencia a Basil Zaharoff. Ezdanitoff, que aparece en Vuelo 714 para Sídney, está inspirado en Jacques Bergier, el autor del difundido libro de esoterismo El retorno de los brujos, y el contrabandista de Los cigarros del faraón es un trasunto de Henry de Monfreid. Menos frecuente es la aparición en los álbumes de Tintín de personajes reales con su nombre verdadero: hay un único caso, el del gánster Al Capone, que tiene un relevante papel en Tintín en el Congo y Tintín en América (Sadoul, 1986, p. 97). Otros están inspirados en personaje reales con el nombre totalmente cambiado como sería el millonario de la industria aeronáutica Laszlo Carreidas inspirado en el también millonario francés Marcel Dassault, el dictador bordurio de El cetro de Ottokar Müsstler, su nombre dice que está inspirado en los dos mayores dictadores del siglo XX, Mussolini y Hitler (Muss- de Mussolini y -tler de Hitler), el bandido Rastapopoulos se inspira en el también griego Aristóteles Onassis, y este último millonario real se enfrenta a Carreidas en Vuelo 714 para Sidney por unos cuadros. El Capitán Haddock, en uno de sus insultos al General Tapioca en Tintín y los pícaros, le arrea Mussolini de carnaval, inspirado en Mussolini otra vez, el célebre dictador italiano. (Farr, 2011).

### Cameos
En algunos álbumes, el autor se retrata a sí mismo: en concreto, en Tintín en el Congo (primera viñeta); en El cetro de Ottokar (páginas 38 y 59); y en El asunto Tornasol (página 13). Su colaborador Edgar Pierre Jacobs aparece en las mismas viñetas de los mismos álbumes, y además en Los cigarros del faraón (páginas 8 y 9); y en Las siete bolas de cristal (página 16). Otro de los colaboradores de Hergé, Jacques Van Melkebeke, aparece también en algunos de los álbumes.
Mención aparte merecen los cameos de otros personajes de Hergé, como Quique y Flupi (Quick y Flupke) que aparecen ocasionalmente en algunos álbumes: en Tintín en el Congo (viñeta inicial); en La estrella misteriosa (página 20) y en Las siete bolas de cristal (página 61).

## Traducción a otras lenguas
Aparte del francés, la primera lengua en que se publicaron Las aventuras de Tintín fue el portugués. Gracias al padre Abel Varzim, conocido de Hergé por haber estudiado en la universidad de Lovaina, entre el 16 de abril de 1936 y el 20 de mayo de 1937 se publicó en la revista O Papagaio, dirigida por Adolfo Simões Müller, Tim-Tim na América do Norte (Tintín en América). En O Papagaio, las aventuras de Tintín aparecieron en color antes incluso que en su país de nacimiento. La adaptación al portugués conllevó algunos cambios: el protagonista se presentaba como reportero, no de Le Vingtième Siècle, sino de la propia O Papagaio, y al estrafalario portugués Oliveira da Figueira que aparece en Los cigarros del faraón se le convirtió en español.
En 1952, la editorial Casterman tradujo a tres lenguas europeas (inglés, español y alemán) los álbumes El secreto del Unicornio y El tesoro de Rackham el Rojo. Estas ediciones, sin embargo, apenas se difundieron, y sus ejemplares son hoy muy buscados por los coleccionistas. A finales de la década, sin embargo, las aventuras de Tintín comenzaron a ser publicadas por editoriales locales: Methuen, en el Reino Unido (1958); y Editorial Juventud, en España; en Alemania, las historietas aparecieron por entregas en revistas a partir de 1953.
En la actualidad, la serie ha sido traducida a más de 70 lenguas y dialectos, incluyendo, además de los citados, el afrikáans, árabe, búlgaro, catalán, checo, chino, coreano, danés, esloveno, eslovaco, esperanto, griego, finés, hebreo, húngaro, italiano, islandés, indonesio, neerlandés, japonés, letón, lituano, malayo, mongol, noruego, persa, polaco, rumano, ruso, serbocroata, sueco, tibetano, turco y vietnamita. Las primeras traducciones a lenguas regionales fueron al catalán y al euskera en España y en Francia al bretón y al occitano, y siguieron luego muchas otras (corso, gallego, alsaciano, etc.) Incluso existen traducciones de los álbumes al dialecto bruselense.
En las traducciones los personajes cambian a menudo de nombre. Por ejemplo, el profesor Tornasol (Tryphon Tournesol en el original), uno de los personajes cuyo nombre sufre más transformaciones en las diferentes versiones de la serie, se llama en inglés Cuthbert Calculus; en alemán Balduin Bienlein; en neerlandés Trifonius Zonnebloem; en finés Teofilus Tuhatkaumo; y en portugués Trifólio Girassol.

## Ediciones en español
Ver también: Álbumes de Tintín
La primera edición de dos títulos en castellano, los conocidos «Medallones» (en referencia al distintivo óvalo, similar a un cartucho egipcio, que enmarca el título de Las Aventuras de Tintín en su portada), El secreto del Unicornio y El tesoro de Rackham el Rojo, corrió a cargo de la propia Editorial Casterman, en 1952, seis años antes de que la traducción y comercialización en España se encargara a la Editorial Juventud. Ambos álbumes se habrían editado al mismo tiempo que las ediciones en inglés y alemán, aunque debido al escaso éxito que tuvieron en el mercado por su elevado precio Casterman no continuó editando las aventuras de Tintín en español.
Más adelante, se publicaron tres títulos de Las aventuras de Tintín por entregas en las revistas 3 amigos y Blanco y Negro entre 1957 y 1961: El secreto del Unicornio, El tesoro de Rackham el Rojo y El caso Mariposa (nombre que se dio a El asunto Tornasol).
De la publicación en álbumes para los países de lengua española, se encargó, a partir de 1958, la barcelonesa Editorial Juventud. La traductora al español de todos los álbumes fue Concepción Zendrera, hija del fundador y propietario de la editorial, José Zendrera Fecha. Zendrera fue también la responsable de los nombres en español de algunos personajes, como Hernández y Fernández (en el original, Dupond y Dupont) o Silvestre Tornasol (Tryphon Tournesol en el original).
El orden de aparición en España de los álbumes de Tintín fue el siguiente:
- 1958: El cetro de Ottokar, Objetivo: la Luna
- 1959: El secreto del Unicornio, Aterrizaje en la luna
- 1960: La estrella misteriosa, El tesoro de Rackham el Rojo
- 1961: La isla negra, El asunto Tornasol, Las siete bolas de cristal, El templo del sol
- 1962: Tintín en el Tíbet, Stock de coque, Tintín en el país del oro negro
- 1963: El cangrejo de las pinzas de oro
- 1964: Los cigarros del faraón, Las joyas de la Castafiore
- 1965: El loto azul, La oreja rota
- 1968: Tintín en América, Tintín en el Congo
- 1969: Vuelo 714 para Sídney
- 1975: Tintín y los Pícaros

Entre 2001 y 2006, Panini-Casterman publicó en España todas las aventuras de Tintín y de Jo, Jocko y Zette (rebautizados como Sara, Jorge y Pipo) con una nueva traducción y rotulación. Esto incumplía el contrato de exclusividad de la editorial Juventud para las obras de Hergé, lo que llevó a la retirada de la colección del mercado. A pesar de la prohibición en 2003, los libros siguieron disponibles en librerías durante años. El conflicto entre Juventud y Casterman persistía, ya que la editorial francesa argumentaba que el contrato con Juventud había finalizado, mientras que ésta lo negaba.
En 2007, Casterman logró comercializar en España una edición recopilatoria de las aventuras de Tintín en un cofre conmemorativo por el centenario del nacimiento de Hergé, en formato reducido y con portadas, lomo y contraportadas diferentes. Cada título incluía el permiso de Editorial Juventud. El conflicto se resolvió definitivamente en 2011, con Juventud manteniendo los derechos. El color del lomo de los libros, tanto de Casterman-Panini como del cofre, coincide con la edición actual en francés.
Entre los años 2011 y 2016, Editorial Juventud emprendió la modernización de la colección de Las aventuras de Tintín, adaptándola a la edición francesa actual, que había experimentado diversos cambios con el tiempo. Casterman facilitó las planchas digitalizadas, lo que permitió renovar la maquetación, incluyendo portada, páginas de título, créditos, lomo y contraportada. Además, se revisó la traducción y se aplicó una rotulación mecánica para uniformar los textos en todos los volúmenes.

## Álbumes no oficiales
La popularidad del personaje ha provocado la aparición con el tiempo de álbumes no oficiales, esto es, no autorizados por Hergé o sus herederos. Existe una amplia gama de álbumes no oficiales de Tintín: desde las ediciones piratas de los álbumes oficiales hasta pastiches y parodias, algunas realizadas por autores que luego se convirtieron en dibujantes conocidos, como el artista canadiense Yves Rodier. A pesar de las mencionadas versiones, la Fundación Hergé, depositaria de los derechos de autor, no ha autorizado la publicación de ninguna de ellas como material oficial, limitando su publicación a canales clandestinos.

### Ediciones piratas
En un primer momento, las ediciones piratas se centraron sobre todo en el primer álbum de la serie, Tintín en el país de los soviets, que durante mucho tiempo Hergé se negó a reeditar por su contenido político. En China, donde los álbumes de Tintín no se publicaron oficialmente hasta 2001, han aparecido ediciones piratas desde la década de 1980, si bien Tintín en el Tíbet sigue estando censurado.

### Parodias
En cuanto a las parodias, la primera de cierta importancia fue Tintín en el país de los nazis, publicada en 1944 por el diario belga L'Insoumis, en el que sus propios personajes acusan a Hergé de colaboracionismo durante la ocupación alemana de Bélgica.
Algunas parodias, como Tintín en Tailandia o La vida sexual de Tintín, desarrollan la sexualidad del personaje, un aspecto absolutamente ausente de los álbumes, desarrollando relatos eróticos o incluso pornográficos. Son numerosas también las parodias en clave política, como Tintín en El Salvador (sobre la guerrilla en este país hispanoamericano), Las arpas de Greenmore (sobre el conflicto irlandés), o Tintín en el Golfo (sobre la guerra de Irak), por citar únicamente algunas.

### Imitadores
El canadiense Yves Rodier realizó en 1986 (con 19 años de edad) una versión acabada en color de Tintín y el Arte-Alfa, extremadamente respetuosa del trabajo de Hergé, con la intención de ver autorizada su publicación por los herederos del autor. No obstante, se le denegó el permiso. Más tarde, Rodier produjo nuevos álbumes de Tintín, entre los que destacan Tintin et le Lac de la Sorcière y Tintin reporter pigiste au XX. Esta última historia, de solo tres páginas, se sitúa al comienzo de la serie y cuenta cómo Tintín se hizo famoso y fue enviado al país de los soviets.
Otro destacado imitador de Hergé es Harry Edwood, quien dibuja portadas de álbumes inexistentes y nuevas aventuras del personaje, como The Voice of the Lagoon y The Elves of Marlinspike.

### Pastiches
Algunos otros artistas se han dedicado a realizar pastiches de los álbumes de Tintín. En ese caso, se trata de la utilización de los bocetos originales de Hergé (principalmente las figuras de sus personajes) para situarlos en otros ambientes y contar nuevas historias. Es el caso, por ejemplo, de Ovni 666 pour Vanuatu que comienza con las mismas primeras páginas que la original Vuelo 714 para Sidney. La ya nombrada Las arpas de Greenmore también comienza como un pastiche para después continuar con un dibujo original. Un caso similar es el de Tintín en Barcelona.
Con motivo de la muerte de Hergé, en 1983, la revista francesa de historieta À SUIVRE publicó un número especial, en el que aparecieron historietas homenajeando a Tintín a cargo de autores como Jacques Tardi, René Pétillon, Regis Franc, François Boucq, Frank Margerin, Jacques Martin, Ted Benoit y Daniel Torres. En España, estas historias fueron publicadas por la revista Cairo poco después.
El 28 de enero de 1999 se publicó en el diario parisino Le Monde, con motivo del Festival Internacional del Cómic de Angulema y el septuagésimo aniversario de Tintín, un pastiche titulado Objectif Monde, obra de Didier Savard. Este pastiche es una excepción por cuanto su publicación fue autorizada por la Fundación Hergé: la obra, de 26 páginas, cuenta la historia de un periodista de Le Monde, Wzkxy, llamado "Tintín" a causa de su afición por el personaje, y está repleta de alusiones a la serie.

## Adaptaciones a otros medios

### Cine
Se han hecho varias adaptaciones cinematográficas de la serie, tanto en dibujos animados como en cine de imagen real. Las dos películas producidas con actores reales, Tintín y el misterio del Toisón de Oro (1961) y Tintín y las naranjas azules, fueron desarrolladas a partir de guiones originales y no de los álbumes de la serie. En su producción no intervino personalmente Hergé. Por el contrario, todas las películas de animación, con excepción de una (Tintín y el lago de los tiburones), son adaptaciones de los álbumes de la serie.
La primera película protagonizada por Tintín, El cangrejo de las pinzas de oro, data de 1947. Dirigida por el francés Claude Misonne, está realizada con marionetas animadas mediante la técnica de stop-motion. En la década siguiente aparecieron, con actores reales, Tintín y el misterio del Toisón de Oro (1961) y Tintín y las naranjas azules (1964), la segunda de las cuales se rodó en España. A finales de la misma década, la productora Belvision, que ya había creado años atrás una serie de animación basada en el personaje con destino al mercado televisivo, decidió afrontar la producción de largometrajes animados, y llegó a estrenar dos: una adaptación de El templo del sol (1969) y Tintín y el lago de los tiburones (1972), con guion de Greg. Ninguno de los largometrajes tuvo el éxito esperable habida cuenta de la popularidad del personaje.
El célebre director estadounidense Steven Spielberg, que adquirió los derechos para el cine de las aventuras de Tintín en 1983, está produciendo actualmente una trilogía cinematográfica sobre el personaje. La primera película de la trilogía, dirigida por Spielberg y producida por Peter Jackson, se estrenó en octubre de 2011. Se trata de una adaptación de El secreto del unicornio, en la que se mezcla el argumento principal del álbum del mismo nombre con parte de la trama de El cangrejo de las pinzas de oro. En 2012 la película ganó el Globo de Oro a la Mejor Película Animada. La próxima película, El Templo del Sol, será dirigida por Peter Jackson, pero se desconoce aún quién dirigirá la tercera; al igual que el estreno, que estaba previsto en principio para marzo de 2014.

### Televisión
Se han producido dos series televisivas de animación sobre Tintín, las dos basadas en los álbumes originales de la serie.
La primera, titulada Aventuras de Tintín, por Hergé (Les Aventures de Tintin, d'après Hergé) fue producida por los estudios Belvision y emitida entre 1958 y 1962. Consta de 104 episodios de 5 minutos de duración. La serie fue adaptada por Charles Shows, y luego traducida al francés por Greg (Michel Regnier), que era entonces el editor de la revista Tintín. Esta serie fue muy criticada por su pobre calidad y por las libertades que se tomaba con respecto al argumento de las álbumes.
La segunda serie, Las aventuras de Tintín (Les Aventures de Tintin), fue producida en 1991 por las compañías Ellipse Programme (francesa) y Nelvana Limited (canadiense). Esta coproducción franco-canadiense, dirigida por Stéphane Bernasconi, consta de 39 episodios de media hora cada uno, que adaptan todos los álbumes, excepto Tintín en el país de los soviets, Tintín y el lago de los tiburones y Tintín en el Congo. Su calidad y su fidelidad a los dibujos originales de Hergé es muy superior a las de la anterior adaptación. En cuanto al dibujo de los personajes, se decidió crear un mismo modelo para todos los episodios, resolviendo así adecuadamente el problema que suponían las variaciones que cada personaje había ido experimentando en las historietas a lo largo de sus cincuenta años de historia. La banda sonora, a cargo de Ray Parker, contribuye a dotar a esta serie de un carácter de película de aventuras, alejándola del aire más infantil de otras adaptaciones.

### Teatro
El propio Hergé participó en la creación de dos obras de teatro sobre el personaje: Tintín en la India: el misterio del diamante azul (1941) y La desaparición de Mr. Boullock (1941–42). Ambas fueron escritas en colaboración con Jacques Van Melkebeke y representadas en Bruselas.
A finales de los años 70 y comienzos de los 80, dos obras teatrales protagonizadas por Tintín fueron presentadas en Londres, adaptadas para la escena por Geoffrey Case para la Unicorn Theatre Company: Tintin's Great American Adventure, basada en Tintín en América, que se representó en la temporada 1976–77; y Tintin and the Black Island, basada en La isla negra, y estrenada en 1980. Esta segunda obra fue luego llevada en gira, y se representó incluso en Quebec (Canadá).
Un musical basado en Las siete bolas de cristal y El templo del sol se estrenó el 15 de septiembre de 2001 en el Stadsschouwburg (teatro municipal) de Amberes, en Bélgica, con el título de Kuifje – De Zonnetempel (De Musical). La representación fue emitida por Canal Plus. Más tarde se adaptó en francés y se estrenó en Charleroi, en 2002, con el título de Tintin – Le Temple du Soleil.
La compañía de teatro británica Young Vic produjo una versión musical de Tintín en el Tíbet, que se representó en el Barbican Arts Centre de Londres de diciembre de 2005 a enero de 2006. La Fundación Hergé volvió a representar este espectáculo en Londres entre diciembre de 2006 y enero de 2007 para celebrar el centenario de Hergé.

## Exposiciones
La serie Las aventuras de Tintín ha sido objeto de numerosas exposiciones. La primera se realizó todavía en vida de Hergé, en 1979 en Bruselas, con el título de «El museo imaginario de Tintín». El catálogo de la exposición fue al año siguiente publicado en formato de álbum. La misma exposición se montó luego en otras ciudades, entre ellas Barcelona, donde fue acogida por la Fundación Miró en 1984, no sin cierta polémica, ya que algunos escritores e historietistas españoles publicaron en el diario El País un "Manifiesto contra la exposición Tintín y Hergé" y por extensión contra la línea clara, que fue contestado por otros autores.
La Fundación Hergé patrocinó en 1991 una muestra itinerante, con el título de «El mundo de Hergé», promocionada como "una excelente introducción a la obra de Hergé". Los objetos mostrados en esta exposición fueron utilizados después en otras posteriores, como la titulada «Hergé el dibujante», y la más reciente «En el Tíbet con Tintín». En 2001, el Museo de la Marina albergó una exposición de objetos relacionados con el mar que inspiraron a Hergé. En 2002 el Museo de Arte de Bunkamura, en Japón, acogió una exposición de dibujos originales del autor, así como el submarino y el cohete inventados en la serie por el profesor Tornasol. En 2003, Barcelona albergó también una exposición sobre Tintín y el mar.
En 2004 hubo varias exposiciones sobre Tintín: en el Museo Real de Etnología de Holanda, sobre «Tintín y los incas»; en Halles Saint Géry de Bruselas, acerca de «Tintín en la ciudad»; y en el Museo Nacional Marítimo de Londres, de nuevo sobre Tintín y el mar.
Con motivo del centenario del nacimiento de Hergé, el Centro Georges Pompidou de París acogió, del 20 de diciembre de 2006 al 19 de febrero de 2007, la que es quizá la muestra más completa hasta la fecha sobre el personaje y su autor. En esta exposición pudieron verse, entre otras cosas, las 124 planchas originales de El Loto Azul. Coincidiendo parcialmente con la muestra del Pompidou, durante el Festival del Cómic de Angulema, principal evento historietístico del mundo francófono, celebrado entre el 25 y el 28 de enero de 2007, se inauguró otra, titulada «Hergé. Del viaje imaginario al viaje interior», centrada en el proceso de creación de los álbumes de Tintín. En Quebec, el Museo de la Civilización exhibió entre el 25 de octubre de 2006 y el 6 de enero de 2008 una muestra acerca de la visión del Perú en los álbumes del personaje («Al Perú con Tintín"). Otras ciudades, como Estocolmo, Ostende, Bruselas, Barcelona y Gerona, acogieron también exposiciones sobre Tintín con motivo del centenario de Hergé.
En la ciudad natal de Hergé, Bruselas, hay algunas obras de arte que recuerdan al personaje: una estatua en bronce de Tintín y Milú, obra del escultor Nat Neujean, se conserva en el centro cultural de Uccle; en las paredes de la estación Stockel del Metro de Bruselas hay una pintura al fresco en la que aparecen numerosos personajes de la serie; y sobre el inmueble de la editorial Du Lombard se encuentra un panel de gran tamaño representando las cabezas de Tintín y Milú.
El 2 de junio de 2009 se inauguró en la ciudad belga de Louvain-la-Neuve, al sur de Bruselas, el Museo Hergé, enteramente dedicado al creador del personaje. Se coronaba así un proyecto que existía desde 2001 Este museo contiene ocho salas que abarcan toda la trayectoria artística del artista belga, con especial atención a su personaje más conocido. El Museo ha sido además sede de varias exposiciones temporales, entre ellas la titulada "En el Tíbet con Tintín".
Con el propósito de revelar la esencia de Hergé, una nueva exposición —iniciada en París en 2015 y que recorrió Quebec, Odense, Seúl, Shanghái, Lisboa y Madrid— destacó su trabajo como publicista, pintor y su influencia en otros artistas del siglo XX.

## Otros productos relacionados

### Objetos promocionales
El éxito de la revista Tintín desde los años cincuenta hizo que surgiera un mercado para productos derivados de la serie, destinados principalmente a coleccionistas. La imagen de Tintín se ha utilizado para vender una gran variedad de productos: desde figurillas de plástico o de resina de los principales personajes de la serie, hasta camisetas y otras prendas de ropa, pasando por llaveros, imanes para frigoríficos, rompecabezas, agendas, barajas de cartas, relojes, calendarios y otros muchos objetos. Los artículos oficiales son distribuidos por la empresa Moulinsart, división comercial de la Fundación Hergé, y cuentan con un certificado de garantía. Se calcula que existen más de 250 productos diferentes relacionados con el personaje que se encuentran actualmente a la venta. La Fundación ha recibido críticas por lo que para algunos supone una trivialización de la obra de Hergé.

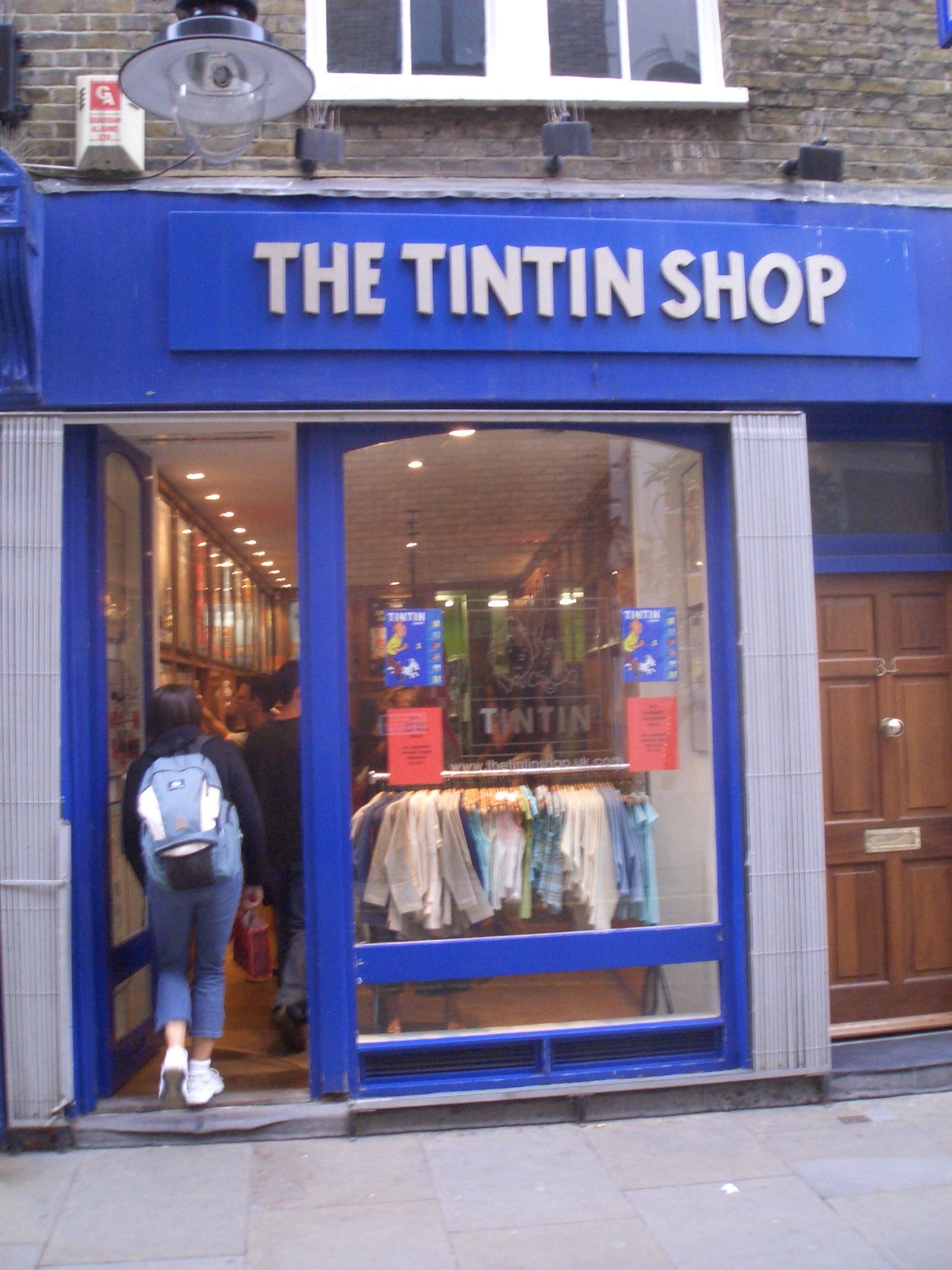
Tintin Shop en Covent Garden, Londres.

La distribución de estos productos se lleva a cabo principalmente mediante una cadena de tiendas, de las cuales la primera se abrió en Londres, en Covent Garden, en 1984. Actualmente existen varias tiendas especializadas en productos relacionados con la serie en varios países del mundo.

### Sellos
Imágenes de la serie se han utilizado para ilustrar sellos postales en varias ocasiones, la primera de ellas en 1979, cuando el servicio de correos belga (La Poste de Belgique) editó un sello con un valor de 8 francos belgas para conmemorar el cincuentenario de Tintín. Este fue el primer sello postal del mundo en tomar como motivo a un personaje de historieta. Para el siguiente, también belga, hubo que esperar hasta 1999: en él aparece el famoso cohete de Aterrizaje en la Luna. Con el mismo motivo, y en el mismo año, se editaron varios sellos en los Países Bajos, que se agotaron horas después de salir al mercado.
En 2000, el servicio de correos francés (Poste Française), con motivo de la fiesta del Sello, publicó una estampilla con las efigies de Tintín y Milú. Al año siguiente, en Bélgica, salió una emisión conmemorativa del álbum de Tintín en el Congo (1931), del que se cumplían 70 años, que se publicó simultáneamente en la República Democrática del Congo.
En 2002 hubo una nueva edición de sellos en Francia, y en 2004, coincidiendo con el septuagésimo quinto aniversario de la serie, el cincuentenario del álbum Objetivo: la Luna y el trigésimo quinto aniversario del primer alunizaje, se emitió en Bélgica una nueva serie de sellos que tiene por tema el viaje lunar del personaje. En 2007, con motivo del centenario de Hergé, se han editado sellos conmemorativos en Bélgica, Francia y Suiza. En 2011 el servicio postal belga puso en circulación una nueva colección de 10 sellos que, con el título de "Tintín en la pantalla", recoge imágenes de las primeras adaptaciones del personaje al cine y la televisión.

### Monedas
Además de en sellos, Tintín ha aparecido también en ocasiones en monedas conmemorativas francesas y belgas. En 1995, para conmemorar el décimo aniversario de la muerte de Hergé, Monnaie de Paris puso a la venta 12 medallas de plata en una edición limitada de 5000 ejemplares.
Bélgica sacó al mercado una edición conmemorativa limitada para celebrar el septuagésimo quinto aniversario de Tintín en 2004. De esta moneda, de plata, en la que aparecen las efigies de Tintín y Milú, se acuñaron 50.000 ejemplares. Su valor nominal es de 10 euros, pero solo es de curso legal en Bélgica. En mayo de 2007, con ocasión del centenario de Hergé, se puso a la venta una nueva moneda de plata, de 20 euros, en la que aparecen las efigies de Tintín y de su creador.

### Videojuegos
La empresa Infogrames ha producido varios videojuegos sobre el personaje:
- En 1989 apareció Tintin en la Luna, para Amiga, Amstrad CPC, Atari ST, Commodore 64, DOS, GX-4000 y ZX Spectrum.
- En 1994, Tintín en el Tíbet (inspirado en el álbum homónimo), para Super Nintendo. Más adelante aparecieron versiones para Megadrive y Game Boy (1995), y para Game Boy Color (2001).
- En 1997, Tintín: El Templo del Sol (inspirado en el álbum homónimo), para Windows y Super Nintendo. En 2001 apareció la versión para Game Boy Color.
- En 2001, Tintín: Destino Aventura, para PlayStation y Windows, juego en 3D con un argumento original inspirado en varios álbumes diferentes.
- En 2011, Las Aventuras de Tintín: El secreto del Unicornio (Ubisoft), inspirado en la película de Steven Spielberg.

La empresa Microids produjo junto con la filial TintinImaginatio el videojuego Tintin el Reportero: Los Cigarros del Faraón, que se lanzará en noviembre de 2023 para las consolas: Nintendo Switch, PlayStation 4, PlayStation 5, Xbox One, Xbox Series X y Series S y PC.

### Libros
Ediciones Moulinsart, que forma parte de la Fundación Hergé, única depositaria de los derechos del personaje y de la obra gráfica de Hergé, publica regularmente libros de muy diferentes tipos: desde volúmenes destinados al público infantil hasta estudios sobre la serie. En aquellos países en los que no actúa directamente, ha cedido sus derechos a otras editoriales.
La bibliografía crítica sobre Las aventuras de Tintín es extensísima. En lengua francesa se han publicado más de un centenar de títulos sobre la serie. La primera obra de referencia sobre el personaje data de 1959: se trata de Le monde de Tintin, de Pol Vandromme. Especialmente relevantes son las conversaciones con Hergé publicadas por Numa Sadoul en 1975 (con una edición posterior en 1982). Para más información, ver la sección Bibliografía adicional.

## Los herederos de Tintín
La influencia de la serie en la historia del cómic es indudable. Hergé fue el creador de la corriente conocida como "línea clara" (término creado por Joost Swarte precisamente en el contexto de una exposición sobre Tintín en Ámsterdam), en la que se incluyen muchos de los más destacados autores de la historieta francobelga. En primer lugar, aquellos que colaboraron estrechamente con Hergé, como Edgar P. Jacobs (Blake y Mortimer), Bob de Moor (Barelli), Jacques Martin (Alix, Lefranc) y Jacques Laudy. La huella de Hergé es además perceptible en otros muchos autores, como el citado Joost Swarte, Jean-Claude Floc’h, Ted Benoit (Ray Banana), Yves Chaland (Las aventuras de Freddy Lombard), Jean Claude Denis, Ever Meulen o Theo van den Boogaard. Entre los más recientes puede citarse a Stanislas Barthélémy, dibujante de una serie protagonizada por el propio Hergé, o al noruego Jason. Esto, obviamente, en cuanto a los que se encuentran estéticamente más próximos a Hergé, ya que el número de quienes admiten que su obra está influenciada por Las aventuras de Tintín o de aquellos a quienes los críticos les adjudican dicha influencia, es, lógicamente, mucho mayor. Incluso uno de los fundadores de la llamada «Escuela de Marcinelle», Jijé (Joseph Gillain) comenzó su carrera imitando, de forma más o menos consciente, el estilo de los primeros álbumes de Hergé, si bien posteriormente su estilo (que marcó el de otros grandes autores de la historieta belga, como André Franquin, Peyo o Morris, entre otros) se distanciaría claramente del creador de Tintín.
Entre los que han proclamado su admiración por el personaje se encuentran autores como Jacques Tardi, quien llegó a afirmar que nunca se había dibujado nada más hermoso que los primeros álbumes de Tintín en blanco y negro; Jean Giraud ("Moebius"); los españoles Max (en cuyo álbum El Licantropunk hay un homenaje a la serie) y Daniel Torres (Roco Vargas); o el italiano Vittorio Giardino.
Aunque el personaje no alcanzó nunca en Norteamérica (a excepción del Canadá francófono) las cotas de popularidad que tuvo en Europa, no son pocos los autores de cómic de Estados Unidos y Canadá que reconocen una influencia decisiva de Las aventuras de Tintín. Entre ellos destacan Seth, Jason Lutes, quien ha declarado que la serie de Hergé ha sido la influencia más importante en su obra, y Charles Burns.
Las referencias a la serie o a sus personajes en obras de otros autores de cómic son numerosísimas. Por ejemplo, los detectives Hernández y Fernández aparecen en el álbum Astérix en Bélgica (página 33), y referencias al personaje han aparecido también en comic-books estadounidenses de gran celebridad como Los 4 Fantásticos o Teen Titans. Tintin y su fiel perro aparecen en la novela gráfica Le Chat du Rabbin (El Gato del Rabino) de Joan Sfar. Incluso, han llegado a aparecer en la popular telecomedia de animación estadounidense Los Simpson.

## Tintín en la pintura
La influencia de Tintín no se circunscribe al medio que lo vio nacer. Algunos de los principales representantes del arte pop, como Andy Warhol o Roy Lichtenstein, reconocieron el impacto que la obra de Hergé tuvo en su trabajo. Warhol y Hergé se conocieron en 1972, y el artista estadounidense realizó una serie de retratos del historietista belga en 1979. Lichtenstein realizó en 1993 la portada para una novela basada en el personaje.

## Tintín en la literatura
Tintín ha sido convertido también en ocasiones en personaje de relatos o novelas. El novelista Frederic Tuten, en la novela Tintín en el nuevo mundo, presenta a un Tintín adulto relacionándose con los personajes de la novela La montaña mágica, de Thomas Mann, con referencias explícitas a la sexualidad del personaje. Más recientemente, un relato del español Antonio Altarriba incluido en un volumen aparecido con motivo del centenario de Hergé, El loto rosa (2007), en el que se especula sobre la vida de Tintín, también con referencias a su vida sexual, fue vetado por la Fundación Hergé. Aunque el libro no fue retirado de las librerías, se acordó que no se llevarían a cabo nuevas ediciones del mismo.